# Campionato mondiale di Formula 1 2025
Il campionato mondiale di Formula 1 2025 organizzato dalla FIA è, nella storia della categoria, il 76º ad assegnare il campionato piloti e il 68º ad assegnare il campionato costruttori. È iniziato il 16 marzo e si concluderà il 7 dicembre. Con un totale di ventiquattro gare in programma, le stesse della stagione precedente, risulta anch'esso il campionato più lungo di sempre per numero di appuntamenti della storia della Formula 1.

## La prestagione

### Il calendario

In verde sono segnati i Paesi che nel 2025 ospitano un Gran Premio di Formula 1, con le sedi dei circuiti segnate con un punto nero. In grigio scuro sono invece quelli che li hanno ospitati in passato, con gli ex circuiti ospitanti contrassegnati con un punto bianco.

La Federazione rende noto ad aprile 2024 il calendario che prevede ventiquattro Gran Premi. È la seconda volta che nella storia della Formula 1 il calendario offre un numero così alto di appuntamenti, lo stesso numero delle gare alla stagione precedente. Il calendario propone esattamente gli stessi Gran Premi della stagione 2024, ma alcuni di essi subiscono una calendarizzazione leggermente diversa.
Il campionato inizia col Gran Premio d'Australia, per la prima volta dal 2019, per concludersi col tradizionale Gran Premio di Abu Dhabi. Il Gran Premio di Cina viene posto come secondo appuntamento a marzo, mentre quelli del Bahrein e d'Arabia Saudita sono spostati in aprile per accomodare il Ramadan, e tornano a disputarsi di domenica. I Gran Premi del Canada e di Spagna vengono invertiti, così come quelli d'Ungheria e del Belgio, con la gara ungherese programmata quale ultima prova prima della pausa estiva. Tre settimane di sosta sono programmate nel mese di luglio tra il Gran Premio di Gran Bretagna e la gara belga, invece che tra settembre e ottobre, come nel 2024.
La Federazione continua a regionalizzare i vari eventi rendendo così più sostenibile la logistica: la gara in Bahrein, programmata quale quarta prova, è al centro di una tripletta che inizia col Gran Premio del Giappone e finirà col Gran Premio d'Arabia Saudita. Le altre due triplette sono previste tra il Gran Premio dell'Emilia-Romagna e il Gran Premio di Spagna, e tra il Gran Premio di Las Vegas e l'ultimo Gran Premio di Abu Dhabi. Sei Gran Premi sono caratterizzati dall'utilizzo del weekend di gara in cui disputare la Sprint, come nelle ultime due stagioni.
Il Gran Premio di Russia era sotto contratto per figurare nel calendario del 2025, ma l'accordo per le future edizioni fu terminato nella stagione 2022 a seguito dell'invasione russa dell'Ucraina.
| Gara | Nome ufficiale del Gran Premio                          | Circuito                           | Sede              | Data         | Ora    | Ora   | Ora   | Diretta TV        |
| Gara | Nome ufficiale del Gran Premio                          | Circuito                           | Sede              | Data         | Locale | UTC   | ITA   | Diretta TV        |
| ---- | ------------------------------------------------------- | ---------------------------------- | ----------------- | ------------ | ------ | ----- | ----- | ----------------- |
| 1    | Louis Vuitton Australian Grand Prix                     | Albert Park Circuit                | Melbourne         | 16 marzo     | 15:00  | 4:00  | 5:00  | Sky Sport F1      |
| 2    | Heineken Chinese Grand Prix                             | Shanghai International Circuit     | Shanghai          | 23 marzo     | 15:00  | 7:00  | 8:00  | Sky Sport F1, TV8 |
| 3    | Lenovo Japanese Grand Prix                              | Suzuka International Racing Course | Suzuka            | 6 aprile     | 14:00  | 5:00  | 7:00  | Sky Sport F1      |
| 4    | Gulf Air Bahrain Grand Prix                             | Bahrain International Circuit      | Manama            | 13 aprile    | 18:00  | 15:00 | 17:00 | Sky Sport F1      |
| 5    | STC Saudi Arabian Grand Prix                            | Jeddah Corniche Circuit            | Gedda             | 20 aprile    | 20:00  | 17:00 | 19:00 | Sky Sport F1      |
| 6    | Crypto.com Miami Grand Prix                             | Miami International Autodrome      | Miami             | 4 maggio     | 16:00  | 20:00 | 22:00 | Sky Sport F1, TV8 |
| 7    | AWS Gran Premio del Made in Italy e dell'Emilia-Romagna | Autodromo Enzo e Dino Ferrari      | Imola             | 18 maggio    | 15:00  | 13:00 | 15:00 | Sky Sport F1, TV8 |
| 8    | TAG Heuer Grand Prix de Monaco                          | Circuito di Monte Carlo            | Monaco            | 25 maggio    | 15:00  | 13:00 | 15:00 | Sky Sport F1      |
| 9    | Aramco Gran Premio de España                            | Circuit de Barcelona-Catalunya     | Montmeló          | 1º giugno    | 15:00  | 13:00 | 15:00 | Sky Sport F1      |
| 10   | Pirelli Grand Prix du Canada                            | Circuito Gilles-Villeneuve         | Montréal          | 15 giugno    | 14:00  | 18:00 | 20:00 | Sky Sport F1      |
| 11   | MSC Cruises Austrian Grand Prix                         | Red Bull Ring                      | Spielberg         | 29 giugno    | 15:00  | 13:00 | 15:00 | Sky Sport F1      |
| 12   | Qatar Airways British Grand Prix                        | Silverstone Circuit                | Silverstone       | 6 luglio     | 15:00  | 14:00 | 16:00 | Sky Sport F1      |
| 13   | Moët & Chandon Belgian Grand Prix                       | Circuito di Spa-Francorchamps      | Stavelot          | 27 luglio    | 15:00  | 13:00 | 15:00 | Sky Sport F1, TV8 |
| 14   | Lenovo Hungarian Grand Prix                             | Hungaroring                        | Mogyoród          | 3 agosto     | 15:00  | 13:00 | 15:00 | Sky Sport F1      |
| 15   | Heineken Dutch Grand Prix                               | Circuit Zandvoort                  | Zandvoort         | 31 agosto    | 15:00  | 13:00 | 15:00 | Sky Sport F1      |
| 16   | Pirelli Gran Premio d'Italia                            | Autodromo nazionale di Monza       | Monza             | 7 settembre  | 15:00  | 13:00 | 15:00 | Sky Sport F1, TV8 |
| 17   | Qatar Airways Azerbaijan Grand Prix                     | Baku City Circuit                  | Baku              | 21 settembre | 15:00  | 11:00 | 13:00 | Sky Sport F1      |
| 18   | Singapore Airlines Singapore Grand Prix                 | Marina Bay Street Circuit          | Singapore         | 5 ottobre    | 20:00  | 12:00 | 14:00 | Sky Sport F1      |
| 19   | MSC Cruises United States Grand Prix                    | Circuit of the Americas            | Austin            | 19 ottobre   | 14:00  | 19:00 | 21:00 | Sky Sport F1, TV8 |
| 20   | Gran Premio de la Ciudad de México                      | Autodromo Hermanos Rodríguez       | Città del Messico | 26 ottobre   | 14:00  | 20:00 | 21:00 | Sky Sport F1      |
| 21   | MSC Cruises Grande Prêmio de São Paulo                  | Autódromo José Carlos Pace         | San Paolo         | 9 novembre   | 14:00  | 17:00 | 18:00 | Sky Sport F1, TV8 |
| 22   | Heineken Las Vegas Grand Prix                           | Las Vegas Strip Circuit            | Las Vegas         | 22 novembre  | 20:00  | 4:00  | 5:00  | Sky Sport F1      |
| 23   | Qatar Airways Qatar Grand Prix                          | Lusail International Circuit       | Doha              | 30 novembre  | 19:00  | 16:00 | 17:00 | Sky Sport F1, TV8 |
| 24   | Etihad Airways Abu Dhabi Grand Prix                     | Yas Marina Circuit                 | Abu Dhabi         | 7 dicembre   | 17:00  | 13:00 | 14:00 | Sky Sport F1      |

### La presentazione delle vetture

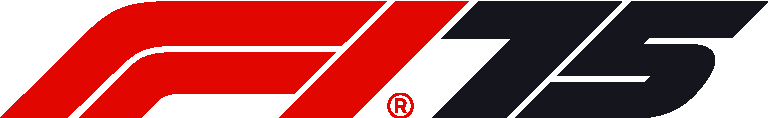
Il logo utilizzato per celebrare il 75º anniversario della nascita del campionato mondiale di Formula 1.

Per la prima volta nella storia della Formula 1, tutte le squadre hanno preso parte a un evento di lancio collettivo della stagione presso The O2 Arena di Londra, il 18 febbraio 2025, dove le squadre hanno svelato solamente le livree delle proprie monoposto. Le scocche delle vetture debuttano in eventi specifici stabiliti secondo ogni costruttore o attraverso i filming day.
| Costruttore                        | Telaio            | Data presentazione | Luogo presentazione           |
| ---------------------------------- | ----------------- | ------------------ | ----------------------------- |
| McLaren Formula 1 Team             | MCL39             | 13 febbraio        | Circuito di Silverstone       |
| Atlassian Williams Racing          | FW47              | 14 febbraio        | Circuito di Silverstone       |
| MoneyGram Haas F1 Team             | VF-25             | 16 febbraio        | Circuito di Silverstone       |
| Scuderia Ferrari HP                | SF-25             | 18 febbraio        | Londra                        |
| Stake F1 Team Kick Sauber          | C45               | 18 febbraio        | Sito web                      |
| Visa Cash App Racing Bulls F1 Team | VCARB 02          | 19 febbraio        | Autodromo Enzo e Dino Ferrari |
| Aston Martin Aramco F1 Team        | AMR25             | 23 febbraio        | Sito web                      |
| BWT Alpine F1 Team                 | A525              | 24 febbraio        | Bahrain International Circuit |
| Mercedes-AMG PETRONAS F1 Team      | W16 E Performance | 24 febbraio        | Sito web                      |
| Oracle Red Bull Racing             | RB21              | 25 febbraio        | Sito web                      |

### Test
La Federazione conferma la stessa sede a partire dal 2021 per la disputa dei test invernali, al Bahrain International Circuit, sede del Gran Premio del Bahrein, dal 26 al 28 febbraio, due settimane prima dell'avvio del mondiale. I test sono spalmati su tre giorni come a partire dal 2023. Essi sono sponsorizzati, come a partire dal 2021, da Aramco.

### Accordi e fornitori
L'elvetica Sauber corre l'ultima stagione sotto questa denominazione prima di diventare il team ufficiale Audi nel 2026. L'Alpine disputa l'ultimo campionato spinta da propulsori Renault. Dal 2026 la casa francese diventa un team cliente della Mercedes, il quale fornirà i propri propulsori e le proprie trasmissioni. La Williams sigla un accordo con la compagnia di software australiana Atlassian, che diventa title sponsor della scuderia.
Louis Vuitton diventa title sponsor del Gran Premio d'Australia. Heineken torna a sponsorizzare il Gran Premio di Cina, come fatto dal 2017 al 2019, e sponsorizza per la prima volta il Gran Premio di Las Vegas. Lenovo è nuovamente title sponsor del Gran Premio del Giappone, come nel 2023, e sponsorizza per la prima volta il Gran Premio d'Ungheria, così come la Pirelli nuovamente sponsor del Gran Premio del Canada, come nel 2019 e nel 2023. AWS sponsorizza per la prima volta il Gran Premio dell'Emilia-Romagna, così come TAG Heuer il Gran Premio di Monaco, MSC Cruises il Gran Premio d'Austria, il Gran Premio degli Stati Uniti d'America e il Gran Premio di San Paolo, e Moët & Chandon il Gran Premio del Belgio.

## Scuderie e piloti

### Scuderie
Il costruttore italiano RB cessa di usare l'acronimo, cambiando il titolo di squadra e costruttore. Essa cambia denominazione in Visa Cash App Racing Bulls F1 Team. La scuderia britannica Williams cambia denominazione in Atlassian Williams Racing a seguito dell'accordo di sponsorizzazione con la compagnia australiana. L'elvetica Sauber viene iscritta nel Gran Premio d'Australia, nel Gran Premio di Spagna e nel Gran Premio del Belgio come Kick Sauber F1 Team.

### Piloti

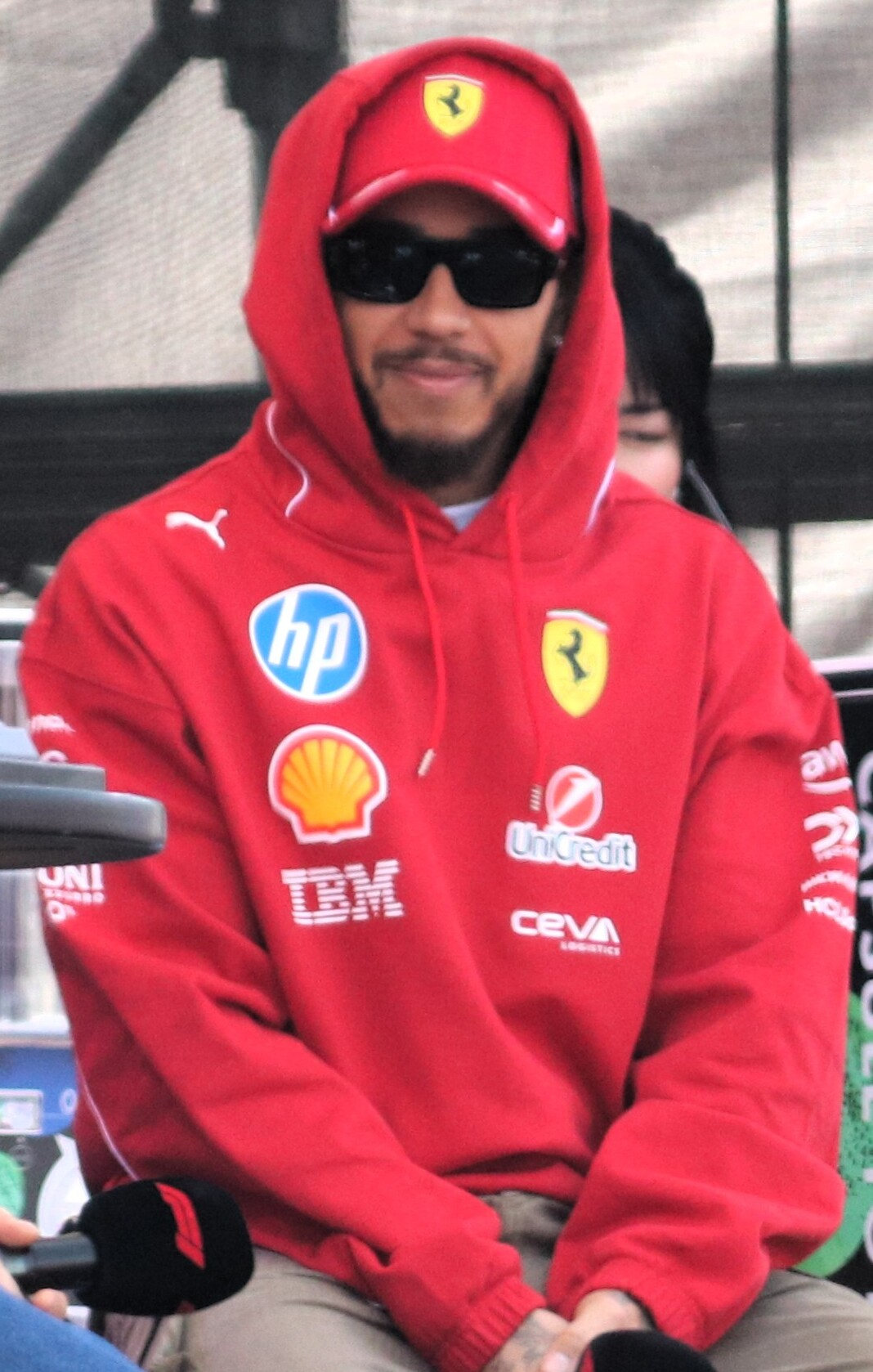
Lewis Hamilton, al debutto in Ferrari dopo dodici stagioni in Mercedes.

Il britannico Lewis Hamilton lascia la Mercedes dopo dodici stagioni per approdare in Ferrari, ponendo fine alla sua serie record di stagioni consecutive al volante di una vettura di un singolo costruttore; inoltre, passa a gareggiare per la prima volta con una vettura spinta da un propulsore diverso da quello Mercedes. Alla scuderia di Maranello, Hamilton prende il posto dello spagnolo Carlos Sainz Jr., che lascia il costruttore italiano dopo quattro stagioni per passare alla Williams. Inizialmente Sainz Jr. avrebbe dovuto sostituire lo statunitense Logan Sargeant, ma quest'ultimo è stato sostituito dall'argentino Franco Colapinto dal Gran Premio d'Italia 2024. Hamilton è invece rimpiazzato dall'italiano Andrea Kimi Antonelli, proveniente dalla Formula 2, e che sceglie il 12 quale numero di gara, utilizzato per l'ultima volta da Felipe Nasr nel Gran Premio di Abu Dhabi 2016. Colapinto diventa pilota di riserva dell'Alpine.
Il tedesco Nico Hülkenberg e il danese Kevin Magnussen lasciano la Haas. Hülkenberg lascia la scuderia statunitense dopo due stagioni per approdare alla Sauber, con la quale ha gareggiato l'ultima volta nel 2013. Il tedesco è sostituito dal britannico Oliver Bearman, proveniente dalla Formula 2, e che ha già corso nel 2024 nel Gran Premio d'Arabia Saudita con la Ferrari, e nel Gran Premio d'Azerbaigian e in quello di San Paolo con la stessa Haas. Bearman utilizza l'87 quale numero di gara, utilizzato l'ultima volta da Red Amick nella 500 Miglia di Indianapolis 1959. Magnussen lascia la squadra dopo sette stagioni attraverso due periodi. Egli è rimpiazzato dal francese Esteban Ocon dell'Alpine, che si è separato dalla squadra dopo il Gran Premio del Qatar 2024. Il posto del francese è stato preso dall'australiano Jack Doohan dal Gran Premio di Abu Dhabi 2024. Doohan utilizza il 7 quale numero di gara, utilizzato l'ultima volta da Kimi Räikkönen nel Gran Premio di Abu Dhabi 2021.
Il finlandese Valtteri Bottas e il cinese Zhou Guanyu lasciano la Sauber. Il posto al fianco di Hülkenberg è occupato dal brasiliano Gabriel Bortoleto, campione in carica della Formula 2, il quale utilizza il 5 quale numero di gara, utilizzato per l'ultima volta da Sebastian Vettel nel Gran Premio di Abu Dhabi 2022. Bottas diventa pilota di riserva della Mercedes, scuderia con la quale ha corso dal 2017 al 2021, mentre Zhou della Ferrari, di cui aveva già fatto parte della Driver Academy dal 2015 al 2018.
Il messicano Sergio Pérez lascia la Red Bull Racing dopo quattro stagioni nonostante fosse sotto contratto con la scuderia austriaca anche per il campionato successivo. Egli è rimpiazzato dal neozelandese Liam Lawson, che ha precedentemente corso in undici Gran Premi tra il 2023 e il 2024 rispettivamente con l'ex scuderia denominata AlphaTauri e la RB. Il pilota di riserva della Red Bull Racing e di Formula 2, il francese Isack Hadjar, viene ingaggiato dalla Racing Bulls, al fianco di Yūki Tsunoda. Hadjar utilizza il 6 quale numero di gara, utilizzato per l'ultima volta da Nicholas Latifi nel Gran Premio di Abu Dhabi 2022.
Dopo il Gran Premio di Cina, Lawson viene retrocesso alla Racing Bulls, con il giapponese Tsunoda che sostituisce il neozelandese alla Red Bull Racing dal successivo Gran Premio del Giappone. Dopo il Gran Premio di Miami, Doohan viene sostituito all'Alpine dal pilota di riserva Franco Colapinto per le successive cinque gare, a partire dal Gran Premio dell'Emilia-Romagna fino al Gran Premio d'Austria, nell'ambito di una rotazione interna tra i due piloti, prima di una nuova valutazione alla vigilia del Gran Premio di Gran Bretagna. Prima della gara di Spielberg tuttavia, è stato confermato che Colapinto mantiene il suo posto nel team. L'australiano viene retrocesso a pilota di riserva al posto dell'argentino. Colapinto ha corso per nove gare con la Williams nel 2024.
Il pilota canadese dell'Aston Martin, Lance Stroll, non prende parte alla gara del Gran Premio di Spagna dopo aver avvertito dolore alla mano e al polso.

### Tabella riassuntiva
I piloti e le scuderie che affrontano la stagione 2025 di Formula 1 sono:
| Scuderia                           | Costruttore                  | Telaio            | Power unit | Gomme | Nº | Piloti                | Sigla | GP  | Terzo pilota / pilota di riserva                               |
| ---------------------------------- | ---------------------------- | ----------------- | ---------- | ----- | -- | --------------------- | ----- | --- | -------------------------------------------------------------- |
| McLaren Formula 1 Team             | McLaren-Mercedes             | MCL39             | Mercedes   | P     | 81 | Oscar Piastri         | PIA   | 1-  | Patricio O'Ward Valtteri Bottas Alex Dunne                     |
| McLaren Formula 1 Team             | McLaren-Mercedes             | MCL39             | Mercedes   | P     | 4  | Lando Norris          | NOR   | 1-  | Patricio O'Ward Valtteri Bottas Alex Dunne                     |
| Scuderia Ferrari HP                | Ferrari                      | SF-25             | Ferrari    | P     | 16 | Charles Leclerc       | LEC   | 1-  | Zhou Guanyu Antonio Giovinazzi Dino Beganovic                  |
| Scuderia Ferrari HP                | Ferrari                      | SF-25             | Ferrari    | P     | 44 | Lewis Hamilton        | HAM   | 1-  | Zhou Guanyu Antonio Giovinazzi Dino Beganovic                  |
| Oracle Red Bull Racing             | Red Bull Racing-Honda RBPT   | RB21              | Honda RBPT | P     | 1  | Max Verstappen        | VER   | 1-  | Yūki Tsunoda Isack Hadjar Ayumu Iwasa Arvid Lindblad           |
| Oracle Red Bull Racing             | Red Bull Racing-Honda RBPT   | RB21              | Honda RBPT | P     | 30 | Liam Lawson           | LAW   | 1-2 | Yūki Tsunoda Isack Hadjar Ayumu Iwasa Arvid Lindblad           |
| Oracle Red Bull Racing             | Red Bull Racing-Honda RBPT   | RB21              | Honda RBPT | P     | 22 | Yūki Tsunoda          | TSU   | 3-  | Yūki Tsunoda Isack Hadjar Ayumu Iwasa Arvid Lindblad           |
| Mercedes-AMG PETRONAS F1 Team      | Mercedes                     | W16 E Performance | Mercedes   | P     | 63 | George Russell        | RUS   | 1-  | Valtteri Bottas Frederik Vesti                                 |
| Mercedes-AMG PETRONAS F1 Team      | Mercedes                     | W16 E Performance | Mercedes   | P     | 12 | Andrea Kimi Antonelli | ANT   | 1-  | Valtteri Bottas Frederik Vesti                                 |
| Aston Martin Aramco F1 Team        | Aston Martin Aramco-Mercedes | AMR25             | Mercedes   | P     | 18 | Lance Stroll          | STR   | 1-  | Felipe Drugovich Stoffel Vandoorne                             |
| Aston Martin Aramco F1 Team        | Aston Martin Aramco-Mercedes | AMR25             | Mercedes   | P     | 14 | Fernando Alonso       | ALO   | 1-  | Felipe Drugovich Stoffel Vandoorne                             |
| BWT Alpine F1 Team                 | Alpine-Renault               | A525              | Renault    | P     | 10 | Pierre Gasly          | GAS   | 1-  | Franco Colapinto Jack Doohan Ryō Hirakawa Paul Aron Kush Maini |
| BWT Alpine F1 Team                 | Alpine-Renault               | A525              | Renault    | P     | 7  | Jack Doohan           | DOO   | 1-6 | Franco Colapinto Jack Doohan Ryō Hirakawa Paul Aron Kush Maini |
| BWT Alpine F1 Team                 | Alpine-Renault               | A525              | Renault    | P     | 43 | Franco Colapinto      | COL   | 7-  | Franco Colapinto Jack Doohan Ryō Hirakawa Paul Aron Kush Maini |
| MoneyGram Haas F1 Team             | Haas-Ferrari                 | VF-25             | Ferrari    | P     | 31 | Esteban Ocon          | OCO   | 1-  | Ryō Hirakawa                                                   |
| MoneyGram Haas F1 Team             | Haas-Ferrari                 | VF-25             | Ferrari    | P     | 87 | Oliver Bearman        | BEA   | 1-  | Ryō Hirakawa                                                   |
| Visa Cash App Racing Bulls F1 Team | Racing Bulls-Honda RBPT      | VCARB 02          | Honda RBPT | P     | 6  | Isack Hadjar          | HAD   | 1-  | Ayumu Iwasa Arvid Lindblad                                     |
| Visa Cash App Racing Bulls F1 Team | Racing Bulls-Honda RBPT      | VCARB 02          | Honda RBPT | P     | 22 | Yūki Tsunoda          | TSU   | 1-2 | Ayumu Iwasa Arvid Lindblad                                     |
| Visa Cash App Racing Bulls F1 Team | Racing Bulls-Honda RBPT      | VCARB 02          | Honda RBPT | P     | 30 | Liam Lawson           | LAW   | 3-  | Ayumu Iwasa Arvid Lindblad                                     |
| Atlassian Williams Racing          | Williams-Mercedes            | FW47              | Mercedes   | P     | 23 | Alexander Albon       | ALB   | 1-  | Oliver Turvey Luke Browning Victor Martins                     |
| Atlassian Williams Racing          | Williams-Mercedes            | FW47              | Mercedes   | P     | 55 | Carlos Sainz Jr.      | SAI   | 1-  | Oliver Turvey Luke Browning Victor Martins                     |
| Stake F1 Team Kick Sauber          | Kick Sauber-Ferrari          | C45               | Ferrari    | P     | 27 | Nico Hülkenberg       | HUL   | 1-  | Paul Aron                                                      |
| Stake F1 Team Kick Sauber          | Kick Sauber-Ferrari          | C45               | Ferrari    | P     | 5  | Gabriel Bortoleto     | BOR   | 1-  | Paul Aron                                                      |

## Direzione gara
- Direttore di gara:  Rui Marques.
- Safety car: vetture  Mercedes-AMG GT Black Series,[71]  Aston Martin Vantage[72] - pilota  Bernd Mayländer - copilota  Richard Darker.
- Medical car: vetture  Mercedes-AMG GT 63 S 4MATIC+,[71]  Aston Martin DBX707[72] - piloti  Bruno Correia,  Karl Reindler.

## Modifiche al regolamento

### Regolamento tecnico
La stagione è prevista come l'ultimo anno in cui utilizzare la configurazione dell'unità di potenza dei propulsori introdotta nel 2014. Una configurazione rivista senza MGU-H ma con una potenza in uscita maggiore dall'MGU-K sarà introdotta per il campionato 2026. Questo sarà anche l'ultimo anno della generazione di vetture a effetto suolo introdotte nel 2022, nonché l'ultimo anno del sistema di riduzione della resistenza aerodinamica (DRS) introdotto come ausilio al sorpasso nel 2011. Vetture con aerodinamica attiva e alettoni mobili saranno introdotti dal 2026. Il DRS sarà sostituito con un nuovo sistema per agevolare i sorpassi chiamato Manual Override Mode.

#### Peso minimo
Il peso minimo consentito per il pilota viene aumentato da 80 kg a 82. Di conseguenza, anche il limite di peso minimo complessivo della vettura senza carburante è aumentato da 798 kg a 800 kg.

#### Kit di raffreddamento
Per evitare il ripetersi dei problemi che il surriscaldamento dell'abitacolo, dovuto all'eccessivo calore, ha causato ai piloti durante il Gran Premio del Qatar 2023, è stato introdotto un kit di raffreddamento. Il suo utilizzo è prescritto dalla Federazione solo in condizioni di calore estremo, ovvero quando il servizio meteorologico ufficiale prevede temperature superiori a 31 °C durante la Sprint o la gara, oppure a discrezione del direttore di gara. In queste circostanze viene dichiarato un "pericolo di calore" prima dell'inizio del Gran Premio, con validità per l'intero weekend di gara, e ciò obbliga le squadre a montare sulla vettura il sistema per il raffreddamento del pilota. Il kit di raffreddamento è costituito da una maglietta ignifuga, che va indossata sotto la tuta del pilota, sulla quale sono presenti dei tubi dentro i quali scorre un fluido refrigerante e che sono collegati ad un box, posizionato all'interno della vettura, dove sono collocati i componenti del sistema che mantiene fresco tale fluido. Per questa stagione l'alimentazione del sistema avviene tramite una batteria esterna da installare nella vettura; dal prossimo campionato, con il nuovo regolamento tecnico, l'energia necessaria per alimentare il sistema sarà prodotta direttamente dall'impianto elettrico della monoposto.
Durante le prove libere e le qualifiche, l'utilizzo del sistema di raffreddamento non è obbligatorio e perciò alle squadre viene imposto esclusivamente di installare i componenti base del kit, ma il pilota non è tenuto ad indossare l'equipaggiamento specifico e quindi non è necessario immettere il fluido refrigerante. Durante la Sprint e la gara, il sistema deve essere funzionante e perciò le squadre sono obbligate ad installare tutti i componenti del kit, compreso il fluido refrigerante, e i piloti devono indossare l'equipaggiamento specifico. Il pilota può scegliere di non indossare tale equipaggiamento, e quindi di non utilizzare il sistema di raffreddamento durante la Sprint o la gara, ma i restanti componenti del kit di raffreddamento devono essere comunque montati sulla vettura e deve essere installata una zavorra di 0,5 kg.
Per compensare l'installazione di nuovi componenti e l'aumento della massa dell'equipaggiamento del pilota, o l'utilizzo della zavorra compensativa, il peso minimo della monoposto viene aumentato di due kg nelle prove libere e nelle qualifiche e di cinque kg durante la Sprint e la gara.

#### Ala posteriore e DRS
Viene bandito il sistema DRS utilizzato dalla McLaren in alcuni Gran Premi della passata stagione, che consisteva in un'ala posteriore il cui flap mobile del dispositivo si alzava nelle zone laterali, distaccandosi dal profilo principale una volta raggiunta un'elevata velocità sul rettilineo, nonostante esso non fosse in funzione. Il regolamento è stato modificato riducendo lo spazio tra i due profili dell'ala, che passa da 10-15 mm a 9,4–13 mm, quando il flap del DRS è chiuso, e da 10–85 mm a 9,4–85 mm, quando il dispositivo è in funzione; inoltre tale distanza deve essere rispettata in tutti i punti dei due profili dell'ala, mentre in precedenza si faceva riferimento esclusivamente al punto in cui i due elementi sono più ravvicinati. È stato anche chiarito che l'ala posteriore mobile può assumere esclusivamente due posizioni e che dopo ogni utilizzo del DRS l'ala deve ritornare esattamente alla posizione iniziale, completando l'operazione entro 400 ms.

#### Flessibilità delle ali
Nuovi e più severi test di deflessione sull'ala posteriore saranno effettuati a partire dal Gran Premio d'Australia, gara d'apertura del campionato, mentre altri test sull'ala anteriore saranno introdotti a partire dal Gran Premio di Spagna. Il test originario prevedeva che i profili non potessero flettersi per oltre tre mm sotto l’azione di due carichi verticali simmetrici da 150 N l’uno, equivalenti a circa 15 kg di peso. Per la prima gara si aggiunge un’ulteriore verifica, con i flap della beam wing che, sotto gli stessi carichi, non potranno ruotare più di 0.8° rispetto alla struttura di impatto posteriore.
Nel Gran Premio di Cina, seconda gara del mondiale, viene introdotto un test più severo sull'ala posteriore superiore. Se vengono applicati 75 kg di carico verticale a una delle estremità del piano principale dell’ala posteriore, la distanza tra il piano principale e il flap è ridotta a 0,5 mm, con una tolleranza di 0,25 mm.
Dal Gran Premio di Spagna, nona gara del campionato, la verifica continuerà a prevedere l’applicazione di due carichi verticali da 1 000 N, circa 100 kg di peso, sul profilo principale, ma la deformazione massima consentita passerà da 15 a 10 millimetri, per un aumento della rigidezza richiesta del 50%. Nel caso invece il carico da 1 000 N venga applicato su un solo lato dell’ala anteriore, il profilo potrà deformarsi non oltre i 15 millimetri, contro i 20 attuali, per un irrigidimento del 33%. Di pari importanza saranno i test per i flap sovrastanti il profilo principale, continuando a prevedere l’applicazione di un carico da 60 N, per un peso equivalente di poco superiore ai 3 kg. Per ogni profilo, il bordo arretrato potrà deformarsi di appena tre millimetri, contro i 5 attualmente concessi, richiedendo un aumento della resistenza a flessione del 66%.

### Regolamento sportivo

#### Sprint
Il numero degli eventi dove il formato del Gran Premio è caratterizzato dalla disputa della Sprint è confermato a sei per la terza stagione consecutiva. La gara breve si terrà nei Gran Premi di Cina, Miami, Belgio, Stati Uniti d'America, San Paolo e Qatar. Non sono stati adottati cambiamenti regolamentari al formato del weekend Sprint che è stato approvato nella passata stagione.

#### Punto addizionale del giro più veloce
Viene abolito il punto addizionale, reintrodotto nel 2019, che veniva assegnato al pilota che terminava la gara nelle prime dieci posizioni e stabiliva il giro più veloce.

#### Utilizzo di giovani piloti nelle prove libere
L'obbligo per ogni scuderia di schierare durante alcune sessioni di prove libere nel corso della stagione un giovane pilota, cioè che ha corso nella sua carriera un massimo di due gare in Formula 1, viene aumentato da una volta per ciascuna vettura a due volte.

#### Numero di trasmissioni utilizzabili
Il limite al numero di trasmissioni utilizzabili dalle squadre per l'intero campionato viene rimosso, poiché l'affidabilità dei progetti attuali rende questa restrizione obsoleta.

#### Test
Al fine di sviluppare gli pneumatici che verranno utilizzati nella prossima stagione, i giorni di test organizzati dalla FIA insieme alla Pirelli per tale scopo, che prevedono l'utilizzo da parte delle squadre di un muletto, ovvero una versione modificata della vettura che partecipa al campionato o di una vettura di uno dei precedenti quattro campionati (2021-2024), sono stati aumentati da dieci a quaranta; contemporaneamente, sono state diminuite le giornate dei test della Pirelli dedicate allo sviluppo delle gomme dell'attuale campionato, da svolgere con una vettura corrente, cioè quella di questo campionato o quella dell'anno passato, che passano da quaranta a dieci. Sempre per la stessa ragione, le tradizionali prove di fine stagione dedicate al test degli pneumatici per il prossimo campionato, che si terranno sul circuito di Yas Marina, sede del Gran Premio di Abu Dhabi, dopo l'ultimo Gran Premio dell'anno, verranno svolte utilizzando una vettura muletto invece che una corrente.
A seguito della decisione della Federazione di abbandonare lo sviluppo di copriruota da installare sulle vetture in caso di pioggia battente, al fine di diminuire lo spray prodotto dalle vetture, sono stati eliminati i quattro giorni di test con vetture correnti che erano previsti dal regolamento per poter partecipare a quel progetto.
Il regolamento aumenta le restrizioni sui test effettuati con delle vetture precedenti, cioè quelle dei campionati 2021-2023: per la prima volta è imposto un limite di venti giorni di prove durante l'anno utilizzando tali vetture, mentre fino alla scorsa stagione non vi erano limiti. Ulteriori limitazioni riguardano i piloti che gareggiano nel campionato, i quali possono percorrere un massimo di 1 000 km alla guida di queste vetture, accumulabili in un massimo di quattro giorni di test. Questi test non possono essere svolti su un circuito presente nel calendario di questo campionato nei sessanta giorni che precedono il relativo Gran Premio; inoltre, non sono consentiti test su piste dell'attuale campionato che non hanno ospitato un Gran Premio anche nella stagione precedente, oppure se tale circuito è ritenuto, a sola discrezione della Federazione, aver subito modifiche significative dall'ultima gara.

#### Formazione della griglia di partenza
Viene introdotta nel regolamento una procedura specifica da seguire per formare la griglia di partenza della Sprint e della gara, nei casi in cui le relative sessioni di qualificazione non vengano disputate. In precedenza, questa fattispecie era lasciata esclusivamente alla discrezione dei commissari sportivi. Le nuove regole stabiliscono che la griglia di partenza sia determinata dalla classifica del campionato piloti e che tutti i piloti sono considerati classificati e quindi ammessi alla corsa. Nel caso in cui non sia possibile utilizzare nemmeno la classifica del campionato piloti per stabilire l'ordine di partenza, la sua determinazione rimane a discrezione dei commissari.
In seguito a quanto si è verificato nel Gran Premio di San Paolo 2024, è stato modificato il protocollo da seguire per stilare la griglia di partenza definitiva della gara quando alcune vetture sono impossibilitate a prenderne parte. Fino alla stagione scorsa, le squadre avevano tempo fino a due ore e mezzo prima dell'inizio della gara per informare i commissari sportivi del ritiro di una vettura dalla corsa; nella griglia di partenza definitiva, pubblicata due ore prima della gara, le caselle lasciate vuote dai piloti ritirati sarebbero state occupate dai piloti qualificatisi nelle posizioni immediatamente successive, con l'avanzamento di tutti gli altri di una casella; nel caso in cui il ritiro fosse avvenuto dopo la pubblicazione della griglia definitiva, la casella occupata dal pilota in questione sarebbe rimasta vuota. Con l'aggiornamento del regolamento, i team possono comunicare il ritiro di una vettura fino a 75 minuti dalla partenza della gara, uniformandosi a quanto previsto per le Sprint, e la griglia definitiva viene pubblicata un'ora prima dell'inizio della gara. Grazie a questa modifica, esclusivamente i ritiri che avvengono nell'ultima ora pre-gara comporteranno la presenza di caselle libere sulla griglia.

#### Penalità
È stato chiarito che nel caso in cui una penalità assegnata durante una gara o una Sprint non venga scontata correttamente, o non venga scontata del tutto, i commissari possono imporre un'ulteriore penalità per tale infrazione e la nuova sanzione non si andrebbe ad aggiungere a quella originariamente comminata e non scontata, ma la sostituirebbe completamente. Nella formulazione precedente della regola veniva stabilito genericamente che non scontare una penalità poteva comportare la squalifica.
Prima del Gran Premio d'Austria la Federazione pubblica due documenti nei quali sono contenute le linee guida che i commissari sportivi seguono nella valutazione di incidenti e infrazioni che si verificano durante il weekend di gara. Nel primo documento è presente una lista di infrazioni, con le corrispondenti penalità che possono essere assegnate dai commissari sportivi e il numero di punti sulla superlicenza del pilota che essi possono imporre. Il secondo documento fornisce delle linee guida che i commissari devono seguire quando investigano sul comportamento tenuto dai piloti in alcune situazioni che si verificano in pista, come sorpassi effettuati all'interno e all'esterno nelle curve e nelle chicanes, superamento dei limiti della pista, restituzione di un vantaggio ottenuto uscendo dal tracciato, rientro in pista dopo essere finito nella via di fuga, ostruzione di un altro pilota, cambi di direzione nei rettilinei e in frenata, ripresa della gara dopo un periodo di regime di safety car.

#### Linguaggio e condotta
In seguito ad alcuni episodi di uso di parolacce e insulti che si sono verificati in alcuni Gran Premi della passata stagione, la Federazione ha approvato una modifica al Codice Sportivo Internazionale con la quale introduce delle linee guida che i commissari devono seguire per penalizzare coloro che infrangono alcune regole di condotta.
Le nuove linee guida prevedono una multa fino a 40 000 euro alla prima infrazione, fino a 80 000 euro alla seconda infrazione in un biennio, a cui si aggiunge un mese di sospensione con provvedimento sospeso con la condizionale, e una multa fino a 120 000 euro alla terza infrazione in un biennio, con un mese di sospensione e decurtazione di punti dal campionato, nei confronti di chi è responsabile di una delle seguenti violazioni delle regole:
- utilizzare parole, compiere azioni o fare dichiarazioni scritte che causano danni morali alla FIA, ai suoi organi, ai suoi membri, ai suoi dirigenti e all'interesse del motorsport;
- incitare pubblicamente alla violenza o all'odio;
- tenere una cattiva condotta, ovvero utilizzare un linguaggio, scritto o verbale, o compiere dei gesti che risultano essere offensivi, insultanti, volgari, maleducati o ingiuriosi, e che potrebbero essere percepiti come maleducati o causare offesa o umiliazione, oppure tenere comportamenti aggressivi;
- fare dichiarazioni o commenti politici, religiosi e personali, in violazione del principio di neutralità promosso dalla FIA.

Nel caso di dichiarazioni politiche e religiose i responsabili hanno anche l'obbligo di scusarsi pubblicamente e ritrattare i loro commenti.
Le nuove linee guida introducono anche sanzioni più severe per l'inosservanza delle istruzioni date dalla FIA in merito alla partecipazione alle cerimonie ufficiali che si tengono durante un Gran Premio: in questo caso i colpevoli saranno sanzionati con una multa fino a 60 000 euro alla prima infrazione, fino a 120 000 euro alla seconda infrazione in un biennio, a cui si aggiunge la sospensione dell'accesso all'area riservata per il successivo Gran Premio, e con una multa fino a 180 000 euro alla terza infrazione in un biennio, con sospensione dell'accesso all'area riservata dei Gran Premi per sei mesi e decurtazione di punti dal campionato.
Prima del Gran Premio dell'Emilia-Romagna, il Consiglio Mondiale degli Sport Motoristici (WMSC) ha approvato una versione aggiornata delle linee guida, con la quale sono stati introdotti alcuni cambiamenti. Una prima modifica è l'inserimento nelle regole della distinzione tra un'infrazione riguardante il linguaggio o la condotta che si è verificata in un "ambiente controllato", come le conferenze stampa, e una che è avvenuta in un "ambiente non controllato", come le conversazioni tra pilota e squadra durante l'attività in pista; i commissari possono trattare le infrazioni in "ambienti non controllati" come conversazioni private e quindi decidere di non imporre sanzioni, ad eccezione dei casi in cui è stato utilizzato un linguaggio razzista o discriminatorio, oppure si è tenuto un comportamento abusivo nei confronti degli ufficiali di gara, o quando si verificano molteplici infrazioni in un ridotto periodo di tempo. Un ulteriore cambiamento è l'abbassamento della multa massima imponibile, la quale è ora fissata generalmente a 5 000 euro, ad eccezione dei casi di incitamento alla violenza o all'odio, e di dichiarazioni o commenti politici, religiosi e personali, in violazione del principio di neutralità promosso dalla FIA, che prevedono una sanzione pari a 20 000 euro; le sospensioni e le decurtazioni dei punti dal campionato previste nei casi di recidiva sono state eliminate. I commissari possono valutare circostanze mitiganti e aggravanti nella determinazione della sanzione e quindi, ad esempio, nel caso della prima infrazione in un biennio, può essere disposta la sospensione del provvedimento, oppure, eccezionalmente, al posto della multa può essere dato un avvertimento formale. L'ultima novità riguarda i comportamenti abusivi tenuti nei confronti degli ufficiali di gara, che prevedono adesso sanzioni sportive e non più pecuniarie. Nello specifico, se l'infrazione viene commessa prima della Sprint o della gara è previsto l'arretramento di almeno tre posizioni nella griglia di partenza della gara, applicando la sanzione ad entrambi i piloti nel caso in cui l'infrazione sia stata commessa da un membro del team; se l'infrazione avviene durante la Sprint o la gara, viene imposta una penalità di almeno cinque secondi.

#### Gran Premio di Monaco
Con l'obiettivo di promuovere una migliore competizione per il Gran Premio di Monaco, è stata approvata una modifica alle regole riguardanti l'uso degli pneumatici durante la gara, valida esclusivamente per questo appuntamento. Per questo evento, il regolamento stabilisce l'obbligo di montare almeno tre set di pneumatici durante la gara, sia in condizioni di bagnato che di asciutto, con l'ulteriore vincolo di utilizzare un minimo di due mescole diverse in caso di gara asciutta. Queste nuove norme non introducono pit stop obbligatori, ma nella pratica prevedono generalmente l'implementazione da parte delle squadre di una strategia di gara a due soste, sia in condizioni di bagnato che di asciutto. Per far sì che i team possano rispettare questi obblighi con qualsiasi condizione climatica, il numero di set di pneumatici da bagnato estremo a disposizione di ogni pilota è aumentato eccezionalmente da due a tre per il solo Gran Premio di Monaco.
Nel caso in cui il Gran Premio di Monaco venga sospeso con la bandiera rossa e non più ripreso, il pilota che, quando è obbligatorio, non ha utilizzato almeno due mescole diverse da asciutto, oppure che non ha montato almeno tre set di pneumatici durante la corsa, verrà penalizzato con l'aggiunta di trenta secondi al suo tempo finale di gara; se il pilota in questione avesse utilizzato un solo set di pneumatici durante la corsa, egli verrebbe ulteriormente penalizzato con l'aggiunta di altri trenta secondi al suo tempo finale di gara. In tutti gli altri casi, la violazione di queste regole sull'uso degli pneumatici comporterà la squalifica del pilota dalla gara.

#### Partenza dalla pit lane
Fino alla scorsa stagione, i piloti che dovevano iniziare la Sprint o la gara dalla pit lane non partecipavano al giro di formazione prima della partenza della corsa e le squadre potevano effettuare lavorazioni sulla macchina fino a 90 secondi dopo l'avvio del giro di formazione; i piloti in questione erano autorizzati ad uscire dalla corsia box ed iniziare la Sprint o la gara dopo che tutti coloro che erano partiti dalla griglia avevano passato la pit lane. Inoltre, la partecipazione di questi piloti ad eventuali giri di formazione extra e a quelli dietro la vettura di sicurezza, nel caso in cui la corsa fosse iniziata dietro la safety car, era facoltativa.
Il nuovo regolamento stabilisce che le squadre possono lavorare su una macchina che parte dalla pit lane fino a 15 secondi prima dell'avvio del giro di formazione, uniformandosi a quanto previsto per coloro che partono dalla griglia, e nel caso in cui i meccanici stiano ancora toccando la vettura dopo che il segnale dei 15 secondi alla partenza è stato mostrato, il pilota verrà penalizzato con un drive-through da scontare durante la corsa. Le nuove regole, inoltre, impongono ad ogni pilota che deve iniziare la Sprint o la gara dalla pit lane di partecipare a tutti i giri di formazione che vengono percorsi, compresi quelli dietro la safety car ed eventuali giri di formazione extra. La nuova procedura seguita in questi casi è la seguente: dopo che tutte le macchine sulla griglia di partenza hanno iniziato il giro di formazione e passato la pit lane, la corsia box viene aperta e i piloti devono uscire per unirsi al giro di formazione; essi dovranno poi rientrare nella pit lane al termine di quel giro e potranno iniziare la Sprint o la gara dopo che tutti gli altri hanno passato la pit lane dopo la partenza. Nel caso dei giri di formazione dietro la safety car, coloro che iniziano la corsa dalla corsia box devono rientrarvi al termine del giro in cui la vettura di sicurezza viene richiamata nella pit lane.

#### Giro di formazione extra e partenza abortita
A seguito di quanto accaduto nel Gran Premio di San Paolo 2024, il regolamento è stato modificato per chiarire le procedure da seguire nei casi in cui il direttore di gara decida di far percorrere un giro di formazione extra o di abortire la partenza.
Fino alla scorsa stagione il regolamento prevedeva queste procedure: nel caso in cui si fossero verificate delle problematiche durante il giro di formazione, il direttore di gara avrebbe potuto abortire la partenza; se fosse sorto un problema dopo che i piloti erano ritornati sulla griglia di partenza al termine del giro di formazione, il direttore di gara avrebbe potuto ordinare di percorrere un giro di formazione extra. Le regole non erano però chiare sulla procedura da seguire quando si rendeva necessario abortire la partenza dopo che le vetture erano già tornate sulla griglia di partenza al termine del giro di formazione.
Le nuove regole stabiliscono che, se si verifica una qualsiasi problematica che può mettere a repentaglio la partenza della corsa, da dopo l'avvio del giro di formazione a prima della partenza della Sprint o della gara, il direttore di gara può, a sua discrezione, scegliere di far percorrere ai piloti un giro di formazione extra oppure abortire la partenza. Il nuovo regolamento, inoltre, chiarisce che entrambe le procedure verranno avviate solo dopo che tutte le vetture, in grado di farlo, hanno completato il giro di formazione e sono ritornate sulla griglia di partenza; a questo punto, vengono accese le luci arancioni lampeggianti sul semaforo di partenza e, nel caso di partenza abortita, i piloti devono rimanere fermi sulla loro casella della griglia di partenza, o nella pit lane se devono iniziare la corsa da essa, mentre, se si tratta di un giro di formazione extra, dopo due secondi, sul semaforo si accendono nuovamente le luci verdi e i piloti possono iniziare il nuovo giro di formazione. Con la modifica al regolamento è stato anche stabilito che se il pilota che ha causato una partenza abortita è poi in grado di prendere parte alla Sprint o alla gara al successivo avvio della corsa, egli dovrà partire dalla pit lane e, nel caso in cui non lo facesse, verrebbe penalizzato con uno stop and go da scontare durante la corsa.

#### Obbligo di montare gomme da bagnato estremo
È stato rimosso l'obbligo di montare gomme da bagnato estremo quando la Sprint o la gara partono dietro la safety car e quando la corsa viene sospesa con la bandiera rossa e poi ripresa in condizioni di bagnato, con il direttore di gara che ritiene necessario percorrere più di un giro di pista prima della ripartenza. Le nuove regole attribuiscono al direttore di gara la discrezionalità di imporre o meno l'uso delle gomme da bagnato estremo in queste circostanze. Al fine di rendere le squadre a conoscenza della scelta del direttore di gara, è stato stabilito che se l'uso delle gomme full-wet è obbligatorio, la safety car accenderà le sue luci arancioni dieci minuti prima della partenza o della ripartenza, mentre se non è stato imposto alcun obbligo, tali luci verranno accese cinque minuti prima della partenza o della ripartenza.

#### Safety car
Sono stati vietati i sorpassi nelle corsie di ingresso e uscita della pit lane in regime di safety car, quando la vettura di sicurezza e il gruppo di monoposto che la seguono devono transitare attraverso la corsia dei box; essi rimangono consentiti in queste zone se la safety car percorre il normale giro di pista.
A partire dal Gran Premio di Miami, dopo che il direttore di gara ha dato l'autorizzazione ai piloti doppiati di sdoppiarsi, egli, a sua discrezione, può decidere di chiudere l'uscita della pit lane quando la safety car e il treno di vetture che la seguono stanno transitando nel tratto di pista in corrispondenza di quella zona. Questa modifica è stata adottata in seguito a quanto si è verificato nel Gran Premio d'Australia, durante il quale il pilota britannico della Haas, Oliver Bearman, era stato autorizzato a sdoppiarsi e dopo aver superato le vetture a pieni giri, invece che percorrere il giro di pista e riaccodarsi al treno di vetture dietro la safety car, egli era rientrato ai box per cambiare le gomme e con questa manovra era stato nuovamente doppiato e una volta uscito dalla pit lane si era ritrovato nel gruppo dei piloti a pieni giri; in quel caso, al pilota britannico era stato concesso, eccezionalmente, di sdoppiarsi una seconda volta prima della ripartenza della corsa. Con l'aggiornamento del regolamento, questa situazione non può più ripetersi, perché, mentre i doppiati si stanno sdoppiando, se ci sono piloti che si trovano nella corsia dei box quando la safety car sta transitando in corrispondenza dell'uscita della pit lane, essi saranno autorizzati ad uscire solamente dopo che tutte le altre vetture sono passate, andando quindi ad accodarsi al gruppo.

#### Sicurezza generale
Il regolamento in materia di vetture danneggiate è stato modificato. Le nuove norme prevedono che un pilota la cui macchina presenta un evidente danno ad un componente strutturale, tale da comportare un pericolo per se stesso o per gli altri, oppure che subisce un guasto o un'avaria significativi alla vettura che non gli consentono di rientrare nella pit lane senza ostacolare altri piloti o intralciare l'andamento della sessione o della corsa, deve abbandonare la pista non appena è sicuro compiere questa operazione. È stato ulteriormente stabilito che il direttore di gara può, a sua discrezione, imporre alla squadra interessata di far abbandonare al pilota la vettura danneggiata. In precedenza, la regola stabiliva genericamente che un pilota con gravi difficoltà meccaniche avrebbe dovuto abbandonare la pista non appena sarebbe stato possibile farlo in sicurezza. Questa modifica è stata adottata in seguito a quanto si è verificato nel Gran Premio del Canada 2024, nel corso del quale il messicano Sergio Pérez, dopo aver sbattuto contro le barriere, era rimasto in pista con la macchina gravemente danneggiata, proseguendo il giro per poi rientrare in pit lane e ritirarsi dalla gara, questo al fine di non abbandonare la vettura lungo il tracciato e quindi evitare l'ingresso della safety car.

#### Limite di durata della Sprint e della gara
A partire dal Gran Premio di Miami è stato stabilito che, in caso di partenza della Sprint o della gara dietro la safety car, il limite di durata massima della corsa, comprensivo dei periodi in cui essa è sospesa, che è fissato rispettivamente a 90 minuti per la Sprint e a 3 ore per la gara, comincia ad essere calcolato dal momento in cui si accendono le luci verdi sul semaforo di partenza per segnalare l'inizio del giro di formazione dietro alla vettura di sicurezza. In precedenza, dal 2018, tale limite di durata veniva calcolato a partire dall'orario originale in cui era programmata la partenza della corsa.

#### Coprifuoco
Nella riunione della F1 Commission prima del Gran Premio di Miami è stata approvata una norma che consente al direttore di gara, a sua discrezione, non oltre le 12 ore prima dell'inizio del primo periodo di coprifuoco, fissato tra il martedì sera e il mercoledì mattina nel Gran Premio di Las Vegas e tra il mercoledì sera e il giovedì mattina negli altri Gran Premi, di concedere alle squadre un'esenzione dal rispetto di questo periodo di coprifuoco, in caso di mancata fornitura tempestiva, da parte di un fornitore ufficiale, dei servizi necessari ai team per la preparazione del Gran Premio; tale eccezione sarebbe esclusa dal conteggio delle quattro violazioni del coprifuoco consentite durante la stagione dal regolamento. Questo cambiamento è stato adottato in seguito a quanto è accaduto nel Gran Premio di Cina, durante il quale si sono verificati dei ritardi nella spedizione dei materiali del fornitore di pneumatici Pirelli e di alcune scuderie, e questo ha costretto la Federazione a concedere alle squadre una deroga per ridurre le ore di coprifuoco tra il mercoledì sera e il giovedì mattina, al fine di consentire la sistemazione dei materiali.

### Direzione gara
L'ex direttore di gara, il tedesco Niels Wittich, che aveva ricoperto questo ruolo a partire dal 2022, inizialmente alternandosi con il portoghese Eduardo Freitas fino al Gran Premio del Giappone, si è dimesso dopo il Gran Premio di San Paolo 2024. A partire dal successivo Gran Premio di Las Vegas, il ruolo di Wittich viene occupato dal portoghese Rui Marques, già direttore di gara per la Formula 2 e la Formula 3, e confermato in questo ruolo per il 2025. Il ruolo di Marques viene supportato dall'olandese Claire Dubbelman, vicedirettore di gara in precedenza della Formula 2 e della Formula 3 a partire dal 2017.
A partire da questa stagione, la FIA può nominare da un minimo di tre ad un massimo di quattro commissari sportivi per ogni Gran Premio, ai quali si aggiunge un commissario nominato dalla Federazione nazionale del luogo in cui si svolge l'evento. Per il 2025 la nomina di quattro stewards, invece dei tradizionali tre, è prevista solo nei sei Gran Premi in cui la FIA prevede elevati carichi di lavoro, che sono quelli di Australia, Cina, Canada, Singapore, Città del Messico e San Paolo.

### Gomme
La Pirelli, fornitrice unica degli pneumatici, introduce una nuova mescola denominata C6. Questa nuova mescola è la più morbida della gamma ed è studiata principalmente per essere utilizzata in occasione dei Gran Premi che si disputano su circuiti cittadini o su piste che, per le loro caratteristiche, sottopongono i pneumatici ad un basso livello di energie.
| Nome mescola              | Colore | Colore | Battistrada | Condizioni               | Aderenza | Durata | Compound    |
| ------------------------- | ------ | ------ | ----------- | ------------------------ | -------- | ------ | ----------- |
| Morbide (Soft)            | Rosso  |        | Liscio      | Da asciutto              | Alta     | Bassa  | C6-C5-C4-C3 |
| Medie (Medium)            | Giallo |        | Liscio      | Da asciutto              | Media    | Media  | C5-C4-C3-C2 |
| Dure (Hard)               | Bianco |        | Liscio      | Da asciutto              | Bassa    | Alta   | C4-C3-C2-C1 |
| Intermedie (Intermediate) | Verde  |        | Scanalato   | Da bagnato lieve o medio | N.D.     | N.D.   | N.D.        |
| Da bagnato (Wet)          | Blu    |        | Scanalato   | Da bagnato intenso       | N.D.     | N.D.   | N.D.        |

## Riassunto della stagione

### Gran Premio d'Australia
Al via Lando Norris mantiene la prima posizione, mentre Max Verstappen supera Oscar Piastri e si prende il secondo posto. George Russell rimane quarto. Charles Leclerc riesce nelle prime curve a sorpassare Alexander Albon e Yūki Tsunoda, e mettersi in quinta posizione, mentre il suo compagno di squadra Lewis Hamilton rimane ottavo. A metà del primo giro, tuttavia, Jack Doohan perde il controllo della sua Alpine e colpisce le barriere, e questo costringe la direzione gara a mandare in pista la safety car per rimuovere la vettura incidentata dell'australiano; sempre nel corso del primo giro, con la gara già in regime di vettura di sicurezza, anche Carlos Sainz Jr. esce di pista all'ultima curva e termina la sua corsa contro la barriera di protezione; per questo motivo la direzione gara decide di far transitare le monoposto attraverso la pit lane.
La gara riprende all'ottavo giro con tutti i piloti che mantengono le loro posizioni. Nei giri seguenti le condizioni della pista iniziano a migliorare e quindi la direzione gara dà l'autorizzazione all'uso del DRS. Al quindicesimo giro Andrea Kimi Antonelli supera Nico Hülkenberg e guadagna la dodicesima posizione, ma nella tornata successiva l'italiano va in testacoda alla curva 4, riuscendo però a ripartire e rientrare in pista dietro al tedesco della Sauber. Nel corso del diciassettesimo giro Verstappen va lungo alla curva 11 e lascia la seconda posizione a Piastri, mentre Antonelli supera nuovamente Hülkenberg. Nel frattempo Hamilton prova più volte a sorpassare Albon ma non riesce a completare la manovra. Con il passare dei giri, la coppia di piloti McLaren in testa alla corsa distacca Verstappen fino ad arrivare ad un massimo di 16 secondi di vantaggio.
Nel corso del trentaquattresimo giro Fernando Alonso si gira all'uscita della curva 7 e causa un nuovo ingresso della safety car. Tutti i piloti ne approfittano per montare le gomme da asciutto. La gara riprende al quarantaduesimo giro con le posizioni immutate. Dopo pochi giri, però, la pioggia inizia a bagnare nuovamente il tracciato e le due McLaren escono contemporaneamente di pista alla curva 12, con Norris che riesce a rientrare e andare subito nella pit lane per rimontare le gomme intermedie, mentre Piastri esce nuovamente di strada alla curva successiva e rimane bloccato per molti secondi nell'erba della via di fuga, ma alla fine riesce a ripartire e a tornare ai box per montare le gomme da bagnato. Cambiano subito le gomme anche Russell, Albon, Antonelli, Stroll e le due Sauber, mentre le due Red Bull e le due Ferrari rimangono in pista con gli pneumatici da asciutto, con Verstappen leader della gara. La pista è però troppo bagnata e quindi anche l'olandese è costretto a rientrare ai box al quarantaseiesimo giro, lasciando nuovamente il comando a Norris, mentre le due Ferrari continuano con le gomme da asciutto. All'inizio del giro successivo Liam Lawson e Gabriel Bortoleto escono di pista e costringono ad un ulteriore intervento della safety car. Hamilton e Leclerc si fermano in regime di vettura di sicurezza per montare le intermedie e rientrano in pista rispettivamente nono e decimo.
La gara riparte al cinquantaduesimo giro, con Norris davanti a Verstappen, Russell, Albon, Antonelli, Stroll, Hülkenberg, Gasly e Leclerc che supera subito Hamilton. Poco dopo, le due Ferrari sorpassano Gasly, mentre Piastri, ripartito tredicesimo, inizia a rimontare per cercare di rientrare in zona punti. Antonelli sorpassa Albon e si prende la quarta posizione in pista, ma viene penalizzato di cinque secondi per un unsafe release durante un pit stop; la sanzione verrà poi revocata dopo la gara. All'ultimo giro Piastri supera Hamilton e termina così al nono posto davanti al britannico. Negli ultimi giri Verstappen prova a mettere pressione a Norris, ma il pilota della McLaren mantiene la prima posizione.

### Gran Premio di Cina
Al via Oscar Piastri mantiene la prima posizione e il suo compagno di squadra Lando Norris supera George Russell e si prende il secondo posto. Lewis Hamilton e Charles Leclerc sorpassano entrambi Max Verstappen e sono quindi in quarta e quinta posizione; durante questa fase, Leclerc perde la bandella destra della sua ala anteriore in seguito ad un contatto con il compagno di squadra, ma decide di proseguire la gara senza sostituire l'alettone. Andrea Kimi Antonelli e Yūki Tsunoda superano Isack Hadjar e si prendono rispettivamente la settima e l'ottava posizione.
Nel corso del primo giro Gabriel Bortoleto va lungo alla curva 6 e finisce nella ghiaia della via di fuga; il pilota brasiliano riesce a ripartire e rientra subito ai box al termine del giro per effettuare un pit stop. Durante il quarto giro Fernando Alonso è vittima di un problema all'impianto frenante che lo costringe a rientrare ai box e ritirarsi. Il primo dei piloti in zona punti che sostituisce le gomme è Tsunoda, all'undicesimo giro, seguito da Esteban Ocon, nella stessa tornata, e da Antonelli e Hadjar nel giro successivo; grazie a questa strategia il giapponese della Racing Bulls guadagna la posizione sull'italiano della Mercedes, e il francese della Haas supera il connazionale della Racing Bulls, il quale viene anche passato da Pierre Gasly. Durante il quattordicesimo giro Ocon sorpassa anche Antonelli alla curva 14.
Hamilton e Verstappen effettuano la loro sosta al tredicesimo giro, seguiti dal leader della gara Piastri e da Russell nella tornata successiva. Durante il quindicesimo giro cambiano le gomme anche Norris e Leclerc; il pilota britannico della McLaren rientra in pista dietro al connazionale della Mercedes, mentre il monegasco della Ferrari mantiene la posizione su Verstappen. Tuttavia, Norris si riprende la posizione su Russell al diciottesimo giro. Leclerc mostra un passo gara migliore rispetto ad Hamilton e perciò la Ferrari decide di scambiare le posizioni dei suoi due piloti e la manovra si concretizza al ventunesimo giro; il monegasco sale così in quarta posizione. Nei giri seguenti Leclerc si avvicina a Russell ed entra in zona DRS con il britannico; il ferrarista non riesce però a superare il pilota della Mercedes. Piastri incrementa il suo vantaggio su Norris, che si assesta intorno a circa quattro secondi.
Gli ultimi due piloti che effettuano la prima sosta sono Bearman e Stroll, partiti con le gomme dure, i quali si fermano rispettivamente al ventiseiesimo e al trentaseiesimo giro. Il britannico della Haas, rientrato in pista diciassettesimo, nei giri seguenti guadagna tre posizioni sorpassando Lawson, Jack Doohan e Carlos Sainz Jr., e supera anche il canadese dell'Aston Martin, dopo la sosta di quest'ultimo. Nel frattempo, le due Racing Bulls decidono di effettuare una seconda sosta e rientrano in pista quindicesima e sedicesima. Al trentasettesimo giro Hamilton effettua la sua seconda sosta e rientra in pista sesto, perdendo la posizione su Verstappen. All'inizio del quarantesimo giro Bearman sorpassa Gasly ed entra in zona punti. Durante la quarantaseiesima tornata l'ala anteriore di Tsunoda si danneggia e costringe il pilota giapponese ad un'ulteriore sosta ai box.
Con il passare dei giri, Leclerc perde nuovamente terreno da Russell e arriva ad accumulare un distacco di circa quattro secondi dal britannico della Mercedes. Verstappen inizia a recuperare il distacco dal monegasco e al cinquantatreesimo giro lo sorpassa, prendendosi la quarta posizione. Negli ultimi giri Norris comincia ad avere problemi al pedale del freno e perciò è costretto a rallentare vistosamente, tanto da venir quasi raggiunto da Russell durante l'ultimo giro; il pilota della McLaren riesce comunque a chiudere la gara in seconda posizione, dietro al compagno di squadra Piastri. Dopo la gara, verranno squalificati Leclerc e Gasly, giunti al traguardo rispettivamente quinto e undicesimo, in quanto le loro macchine sono state trovate al di sotto del peso minimo stabilito dal regolamento tecnico; verrà sottoposto alla medesima sanzione anche Hamilton, arrivato sesto, a causa dell'eccessivo consumo del fondo della vettura.

### Gran Premio del Giappone

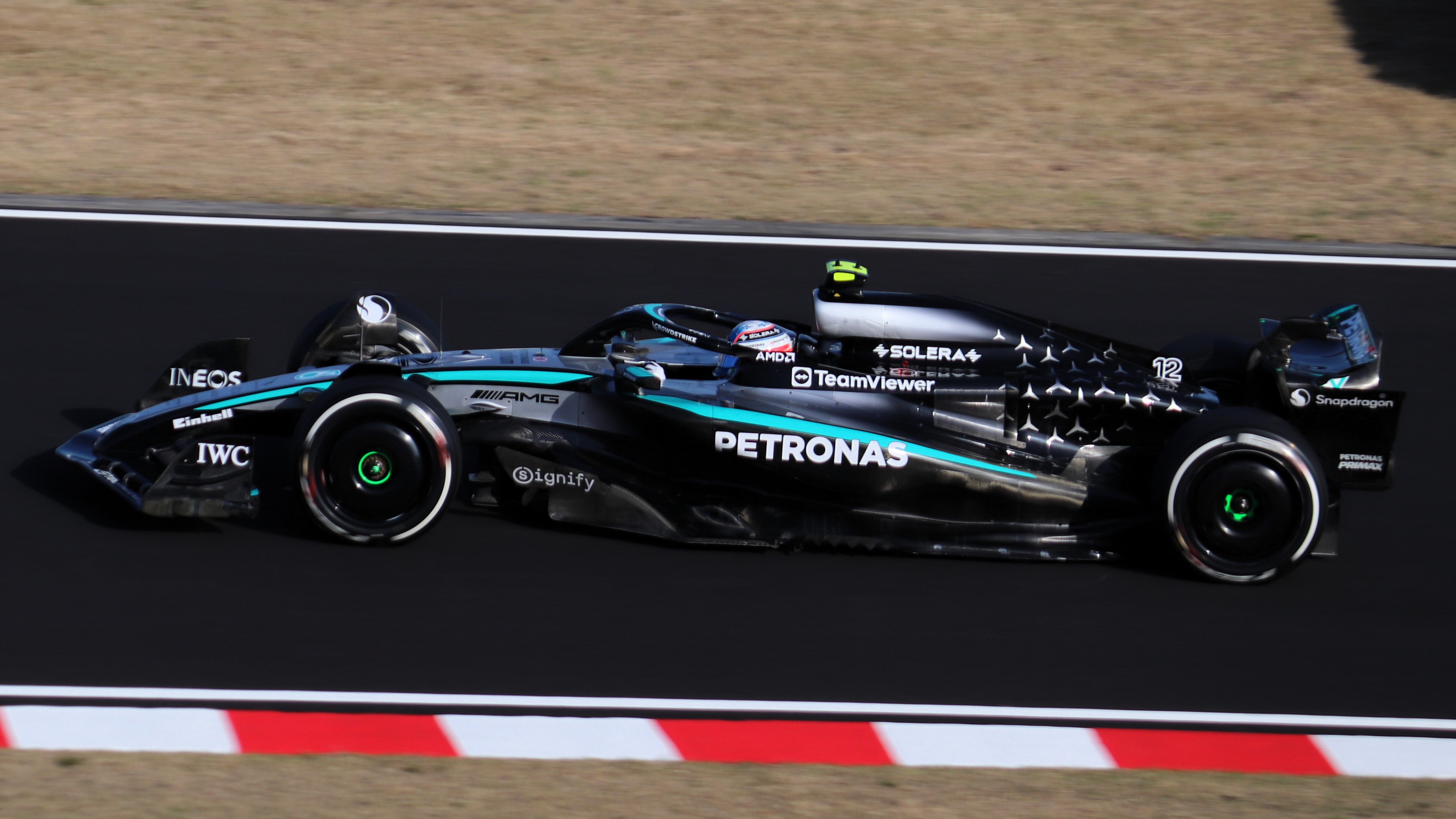
Andrea Kimi Antonelli diventa il pilota più giovane a condurre un Gran Premio in testa e a siglare un giro più veloce, sottraendo entrambi i primati a Max Verstappen.

Al via i primi dieci piloti mantengono le loro posizioni, con Max Verstappen leader della corsa davanti alle due McLaren di Lando Norris e Oscar Piastri, con Charles Leclerc quarto, davanti alle Mercedes di George Russell e Andrea Kimi Antonelli in quinta e sesta posizione, seguiti da Isack Hadjar, Lewis Hamilton, Alexander Albon e Oliver Bearman.
I primi sei classificati distanziano subito gli inseguitori, con ogni pilota che paga un distacco di circa un secondo dalla vettura davanti. A circa due secondi dal primo gruppo ci sono Hadjar e Hamilton; all'inizio del sesto giro, il britannico della Ferrari riesce a superare il francese della Racing Bulls alla curva 1 e si prende la settima posizione.
Nei giri seguenti Verstappen prova a distaccare Norris, ma il suo vantaggio si assesta intorno ai due secondi. Anche Leclerc paga più di due secondi da Piastri, mentre Russell nei primi tredici giri si mantiene costantemente in zona DRS con il monegasco, non riuscendo però a sorpassarlo.
Il primo dei piloti in zona punti che effettua il pit stop è Russell al diciannovesimo giro, seguito da Piastri nella tornata successiva. Verstappen, Norris e Leclerc cambiano le gomme contemporaneamente al ventunesimo giro; nella corsia di uscita dalla pit lane il britannico della McLaren cerca di superare l'olandese della Red Bull Racing, ma nel tentare la manovra finisce nell'erba e perde circa due secondi. Leclerc riesce a uscire dai box davanti a Russell e mantenere la quarta posizione.
Con i pit stop dei primi cinque classificati, si ritrova temporaneamente leader della gara Antonelli, che decide di allungare il suo stint con le gomme medie, seguito da Hamilton partito con le dure. Il britannico effettua la sua sosta al trentesimo giro, imitato dall'italiano nella tornata successiva. Il pilota della Ferrari, inizialmente, si avvicina a quello della Mercedes, arrivando a meno di un secondo di distacco. Nei giri successivi, tuttavia, Antonelli riesce nuovamente a distanziare Hamilton ed inizia a recuperare terreno sul suo compagno di squadra Russell.
Negli ultimi quindici giri Piastri si mette ad un distacco di circa un secondo da Norris, entrando spesso in zona DRS con il compagno di squadra, mentre il britannico non riesce a fare altrettanto con Verstappen, rimanendo sempre sopra al secondo di ritardo dall'olandese. Le posizioni rimangono dunque invariate fino al traguardo.

### Gran Premio del Bahrein
Al via Oscar Piastri mantiene la prima posizione. George Russell supera Charles Leclerc ed è secondo. Andrea Kimi Antonelli sorpassa Pierre Gasly, ma entrambi vengono sopravanzati da Lando Norris, che ha un buono spunto alla partenza, riuscendo a sorpassare anche Leclerc alla curva 2, e prendendosi il terzo posto. Carlos Sainz Jr. supera Max Verstappen e sale in settima posizione. Nelle retrovie, l'ottima partenza di Oliver Bearman gli permette di recuperare subito cinque posizioni e di inserirsi in quindicesima posizione.
Nel corso del primo giro Gasly prova a riprendersi la posizione su Antonelli alla curva 7, e l'italiano per cercare di resistere finisce largo e taglia la curva, e rientra in pista cedendo la posizione anche a Sainz. L'italiano si riprende la posizione sullo spagnolo nel quinto giro, passandolo nella curva 1. Subito dopo aver subito il sorpasso da Antonelli, Sainz viene superato anche da Verstappen all'esterno della curva 4. Durante il settimo giro viene comunicata la penalità di cinque secondi inflitta a Norris per non essersi posizionato correttamente nella piazzola di partenza.
Dopo i primi giri, Piastri ha già distanziato Russell di circa tre secondi, mentre il pilota della Mercedes ha un vantaggio di circa un secondo su Norris; Leclerc, quarto, si trova a circa un secondo e mezzo dal britannico della McLaren. Durante il nono giro Hamilton sorpassa Sainz alla curva 4, ma lo spagnolo resiste e si rimette davanti nella curva successiva; il britannico riesce poi a prendere l'ottava posizione superando il pilota della Williams alla curva 11, e nell'effettuare questa manovra favorisce anche il sorpasso di Yūki Tsunoda sullo spagnolo, che scivola così in decima posizione. All'inizio della tornata successiva Antonelli prova a superare Gasly alla curva 1, ma il francese incrocia e si riprende la posizione; l'italiano riesce poi a effettuare il sorpasso sul pilota dell'Alpine alla curva 5, salendo al quinto posto.
Il primo dei piloti in zona punti che effettua il pit stop è Norris al decimo giro, il quale sconta la penalità e poi sostituisce gli pneumatici; il britannico è subito imitato da Gasly e Verstappen. Nella tornata successiva effettua la sua sosta anche Tsunoda. Antonelli si ferma al dodicesimo giro, mentre il suo compagno di squadra Russell al tredicesimo. Il leader della gara Piastri si ferma al quattordicesimo giro. Tutti questi piloti montano le gomme medie, ad eccezione di Verstappen, che opta per le dure. I due piloti della Ferrari, partiti con le gomme medie, rimangono in pista per allungare il loro stint. Gli ultimi due ad effettuare la prima sosta sono quindi Leclerc ed Hamilton, che si fermano al diciassettesimo giro, e montano un nuovo set di gomme medie.
Durante il ventesimo giro Antonelli, che dopo il pit stop era rientrato in pista in ottava posizione dietro a Gasly, Ocon e Verstappen, sorpassa l'olandese della Red Bull Racing tra la curva 4 e la curva 5 e sale al settimo posto. Dopo la sua sosta, Hamilton si trova in undicesima posizione, ma il britannico rimonta velocemente superando Tsunoda e Jack Doohan, e nel corso del ventiduesimo giro sorpassa anche Verstappen alla curva 11, ritornando in ottava posizione. Nel frattempo, Leclerc riduce il suo distacco da Norris ed entra in zona DRS con il britannico; il monegasco effettua il suo primo tentativo di sorpasso all'inizio del ventiquattresimo giro, alla curva 1, ma il pilota della McLaren incrocia ed è di nuovo davanti; tuttavia, nella tornata successiva, il ferrarista riesce a completare la manovra alla curva 4. Tra il venticinquesimo e il ventiseiesimo giro, Hamilton recupera altre due posizioni, superando prima Antonelli e poi Ocon, completando la manovra alla curva 1 in entrambi i casi.
Il primo pilota che effettua una seconda sosta è Verstappen al ventiseiesimo giro, il quale passa alle gomme medie. Nella tornata successiva si fermano anche Antonelli e Ocon, che montano rispettivamente gomme morbide e dure. Al ventottesimo giro, anche le due Alpine di Gasly e Doohan effettuano il loro secondo pit stop. Nel corso del trentesimo giro, Sainz entra in contatto con Tsunoda nel tentativo di superarlo nel rettilineo tra la curva 3 e la curva 4, e questo comporta lo spargimento di alcuni detriti lungo la pista; per consentire di ripulire il tracciato, due tornate dopo, il direttore di gara decide di far entrare la safety car. Tutti i piloti che non hanno ancora fatto il loro secondo pit stop approfittano del regime di vettura di sicurezza per cambiare gli pneumatici, mentre Antonelli effettua la terza sosta. Piastri e Norris montano le gomme medie, Russell passa alle morbide, mentre Leclerc e Hamilton optano per le dure; nelle retrovie, le due Aston Martin e Sainz scelgono le gomme dure, Alexander Albon e Bortoleto passano alle medie, e Tsunoda, Bearman ed Antonelli montano le morbide.
La gara riparte al trentaseiesimo giro, con Piastri e Russell che mantengono le loro posizioni, mentre Norris prova subito a superare Leclerc, ma la sua manovra non va a buon fine e permette ad Hamilton di prendere la posizione sul connazionale della McLaren alla curva 2; Norris guadagna nuovamente la posizione a discapito di Hamilton alla curva 4, ma nel farlo esce con tutte e quattro le ruote oltre la linea bianca che delimita la pista, e perciò la sua squadra gli richiede di cedere nuovamente la posizione al connazionale della Ferrari, al fine di evitare ulteriori penalità. Norris si riprende il quarto posto sorpassando per la seconda volta Hamilton alla curva 4 e si mette all'inseguimento di Leclerc. Il monegasco prova per alcuni giri a resistere agli attacchi del pilota della McLaren, ma alla fine è costretto a cedere la terza posizione al britannico nel corso del cinquantaduesimo giro. Nel corso dell'ultimo giro Norris prova a superare Russell alla curva 1, ma il pilota della Mercedes si difende e mantiene la posizione; sempre nell'ultima tornata Verstappen sorpassa Gasly e chiude al sesto posto.

### Gran Premio d'Arabia Saudita

La controversa manovra di Max Verstappen su Oscar Piastri alla partenza che gli costerà una penalità e la successiva vittoria del Gran Premio

Al via Oscar Piastri ha uno spunto migliore di Max Verstappen e si affianca subito all'olandese; i due si ritrovano appaiati alla frenata della prima variante, con l'australiano che ha la traiettoria interna, mentre il pilota della Red Bull Racing si trova all'esterno; Piastri forza la staccata e riesce ad entrare nella curva all'interno, ma Verstappen taglia la chicane e rientra in pista davanti all'australiano. George Russell mantiene il terzo posto, mentre il suo compagno di squadra Andrea Kimi Antonelli prova a sorpassare Charles Leclerc, ma finisce anch'egli per tagliare la prima variante e quindi, una volta rientrato in pista, l'italiano cede nuovamente la posizione al monegasco. Lewis Hamilton supera Carlos Sainz Jr. e si prende la sesta posizione.
Nel corso del primo giro, Yūki Tsunoda entra in contatto con Pierre Gasly alla curva 5 ed entrambi i piloti vanno a sbattere contro le barriere; l'Alpine del francese è gravemente danneggiata e perciò viene abbandonata a bordo pista, mentre il giapponese riesce a ripartire e rientra ai box per verificare i danni sulla sua vettura, ma anch'egli è costretto al ritiro. Per rimuovere la vettura incidentata di Gasly, la direzione gara manda in pista la safety car. Jack Doohan, Esteban Ocon e Gabriel Bortoleto approfittano del regime di vettura di sicurezza per effettuare subito il pit stop e montare le gomme dure, per provare a concludere la gara senza ulteriori soste.
La gara riprende al quarto giro con Verstappen davanti a Piastri, Russell, Leclerc, Antonelli, Hamilton, Sainz, Norris, Albon e Alonso a chiudere la top ten. Nel frattempo i commissari sportivi infliggono a Verstappen una penalità di cinque secondi per la sua manovra in partenza. Nei giri seguenti Norris continua la sua rimonta e prende prima la posizione su Sainz e poi inizia un duello con Hamilton per il sesto posto; il pilota della McLaren sorpassa una prima volta il connazionale della Ferrari nel corso del tredicesimo giro alla curva 27, con Hamilton che però si riprende la posizione sul rettilineo del traguardo sfruttando il DRS; la stessa situazione si ripete anche nella tornata successiva; Norris riesce infine a superare il connazionale all'inizio del quindicesimo giro alla curva 1. All'inizio del diciannovesimo giro Norris sorpassa anche Antonelli nella stessa curva e sale in quinta posizione. Nel frattempo, Verstappen prova a distaccare il più possibile Piastri prima di effettuare la sosta, ma al diciannovesimo giro il suo vantaggio non supera i tre secondi; Russell in terza posizione paga sei secondi dall'australiano, mentre Leclerc, quarto, si trova a due secondi dal britannico della Mercedes.
Il primo dei piloti in zona punti che effettua il pit stop è Piastri al diciannovesimo giro, subito seguito da Antonelli; nella tornata successiva si ferma Russell, mentre Verstappen e Sainz cambiano le gomme al ventunesimo giro. Dopo aver scontato la penalità e sostituito gli pneumatici durante la sosta, Verstappen rientra in pista dietro a Piastri. Albon e Hamilton effettuano il pit stop rispettivamente al ventiduesimo e ventitreesimo giro, mentre Leclerc e Norris, quest'ultimo partito con le gomme dure, decidono di allungare il loro stint. Il monegasco effettua la sua sosta al ventinovesimo giro, mentre il britannico della McLaren si ferma al trentaquattresimo.
Leclerc rientra in pista in quarta posizione, a poco più di tre secondi da Russell, e si mette all'inseguimento del pilota della Mercedes. Il monegasco entra in zona DRS nel corso del trentasettesimo giro ed effettua il sorpasso all'inizio della trentottesima tornata alla curva 1. Dopo la sua sosta, anche Norris inizia a guadagnare terreno sui piloti davanti, raggiunge Russell durante il quarantesimo giro e lo sorpassa alla curva 1 all'inizio della tornata successiva. Negli ultimi dieci giri, Norris prova a recuperare su Leclerc e si avvicina costantemente fino ad arrivare a poco più di un secondo di distacco durante l'ultima tornata; il pilota della Ferrari riesce però a concludere in terza posizione.

### Gran Premio di Miami
La gara è stata particolarmente vivace nei primi diciotto giri, grazie al duello tra Max Verstappen e i piloti della McLaren. Verstappen parte in testa, insidiato da Lando Norris che, portato largo dall'olandese, rischiano il contatto; ne approfitta Andrea Kimi Antonelli che passa Norris e va all'attacco dell'olandese. Verstappen inizia ad allungare su Antonelli che nel frattempo deve difendersi da Oscar Piastri ma, un contatto precedente tra Liam Lawson e Jack Doohan provoca una foratura sulla macchina di quest'ultimo, costringendolo a fermarsi lungo il tracciato con la ruota anteriore destra a terra. Questo episodio costringe la direzione gara ad attuare il regime di virtual safety car per rimuovere la vettura.
Al quattordicesimo giro, Piastri frenando alla prima curva e nella sequenza successiva, prende il controllo della gara. Norris inizia una rapida rimonta per inseguire il quattro volte campione del mondo, che riesce a tenerlo quattro giri dietro prima di essere superato. Al ventottesimo giro Lewis Hamilton, montando gomme medie, sa di essere più veloce del compagno di squadra Leclerc, con gomme dure, e chiede al box di lasciarlo passare per provare a superare Antonelli; il tardivo arrivo dell'ordine di scuderia, ha suscitato molte polemiche tra l'inglese ed il muretto, ma alla fine il monegasco lo lascia passare. Nello stesso giro si ritira anche Lawson.
Al termine di un lungo duello, Hamilton non riesce a superare Antonelli, ragion per cui gli viene chiesto di ridare indietro la posizione a Leclerc. Dopo aver restituito la posizione, Riccardo Adami comunica ad Hamilton che Carlos Sainz Jr., in nona posizione ad un secondo, lo sta attaccando e polemicamente l'inglese ha chiesto se dovesse far passare anche lui.
Il Gran premio termina con Le McLaren che fanno doppietta, dopo aver accumulato distacchi significativi su George Russell, terzo, arrivato a 37 secondi da Piastri vincitore, seguito da Verstappen quarto. Al quinto posto un ottimo Alexander Albon con la Williams, seguito da Antonelli sesto, Leclerc settimo, Hamilton ottavo, Sainz nono con l'altra Williams e Yūki Tsunoda decimo.

### Gran Premio dell'Emilia-Romagna
Al via Max Verstappen supera con una grande staccata Oscar Piastri e si prende la leadership della gara. Dietro i due George Russell mantiene la terza posizione. Tuttavia al giro 8 Lando Norris raggiunge la Mercedes del britannico e dopo un'intensa lotta durata tre giri riesce a superarlo. Al giro 11 inizia il valzer dei pit stop con Leclerc che è il primo a fermarsi seguito da Russell, Piastri e Alonso. Il monegasco grazie alla sosta anticipata riesce a rientrare davanti a Russell.
Dopo 17 giri Verstappen è ancora il leader della gara davanti a Norris e Albon. Tutti e tre devono ancora effettuare il pit stop. Antonelli e Hamilton sono rispettivamente 5° e 6°, anche loro senza pit stop. Intanto comincia la rimonta di Piastri, che passa prima Tsunoda e Bearman, poi Hamilton e Antonelli salendo fino alla quinta posizione. Al giro 29 rientra ai box Lando Norris, ma solo un giro più tardi la gara è sconvolta dal ritiro della Haas di Esteban Ocon per un problema al motore che causa l'uscita della Virtual Safety Car. Ne approfittano Verstappen, Leclerc e Piastri che effettuano il pit stop.
Al trentaseiesimo giro Lewis Hamilton è il più veloce in pista e supera Antonelli e Hadjar, portandosi in quinta posizione. Pochi tornanti dopo è Piastri ad effettuare il sorpasso su Albon prendendosi la terza posizione. Al quarantaseiesimo giro la gara è nuovamente sconvolta dal ritiro di Antonelli, alla sua prima gara di casa, per un problema all'acceleratore. Viene fatta uscire la Safety Car e molti piloti ne approfittano per effettuare l'ultima sosta. Dopo lo stop Verstappen mantiene la prima posizione, ma Norris rientra alle spalle del compagno di squadra. In Ferrari, Leclerc chiede cambio gomme per la mescola morbida, ma dal muretto sconsigliano e non entra. La gara riprende al giro 54 con Max Verstappen che mantiene la prima posizione, mentre dietro Hamilton supera Russell per la sesta piazza. Al cinquantottesimo tornante Lando Norris supera il compagno Oscar Piastri con un gran sorpasso, prendendosi la seconda posizione. Intanto Albon, favorito dalla mescola più veloce, prova l'attacco su Leclerc, ma finisce in ghiaia nel ruota a ruota. Ne approfitta Hamilton che sale in quarta, mentre al compagno di squadra viene chiesto di lasciar passare la Williams del thailandese per evitare eventuali penalità.
Vince la gara Max Verstappen, al secondo successo stagionale, mentre completano il podio le due McLaren di Norris e Piastri. Seguono Hamilton, uno straordinario Albon, Leclerc e Russell, mentre chiudono la top 10 Sainz, Hadjar e Tsunoda, che rimonta dalla pit lane fino alla zona punti.

### Gran Premio di Gran Bretagna

Nico Hülkenberg ottiene a Silverstone il primo podio in carriera dopo 239 gare, record per il maggior numero di corse prima di arrivare tra i primi tre, superando il precedente primato di Carlos Sainz Jr..

La pista risulta essere bagnata a causa delle precipitazioni che hanno colpito il tracciato prima della partenza della gara. Per questo motivo, la direzione gara sceglie di far percorrere il giro di formazione dietro alla safety car e tutti i piloti montano le gomme intermedie. Durante il giro di formazione, le condizioni del tracciato risultano subito idonee per correre e quindi il direttore di gara decide di far rientrare la vettura di sicurezza nella pit lane al termine dello stesso giro, optando per l'effettuazione di una partenza da fermo dalla griglia.
Al via Max Verstappen mantiene la prima posizione nonostante l'attacco di Oscar Piastri, mentre dietro Norris e Hamilton lottano per la quarta posizione. Si ritrovano nelle retrovie, invece, Charles Leclerc e George Russell, che hanno deciso di montare gomme da asciutto al termine del giro di formazione e quindi sono partiti dalla pit lane. Al secondo giro la Racing Bulls di Lawson finisce nel muro dopo un contatto e provoca l'ingresso della Virtual Safety Car. Nei primi giri la gara è molto frammentata a causa dell'acqua in pista e al sesto giro esce nuovamente la Virtual Safety Car, con Gabriel Bortoleto che si ferma nella ghiaia a Copse. All'ottavo giro Piastri riesce a prendersi la leadership della gara, superando Max Verstappen, in difficolta con la sua Red Bull, e allunga proprio sull'olandese che si vede superato anche da Norris dopo un suo errore. Al giro 11 arriva sul Circuito di Silverstone una pioggia consistente che provoca l'ingresso della vettura di sicurezza.
La gara riparte per la terza volta al diciottesimo giro con il duello tra Hamilton e Russell per la settima posizione, ma è nuovamente interrotta a seguito del contatto tra Kimi Antonelli e Isack Hadjar, che provoca il ritiro del pilota francese. Ritorna in pista la Safety Car, che congela nuovamente le posizioni, ma quando la vettura di sicurezza sta per rientrare Piastri frena improvvisamente rischiando il contatto con Verstappen. Questa manovra gli costa 10 secondi di penalità che si riveleranno decisivi per la vittoria finale. Tuttavia proprio il pilota olandese poche curve dopo dalla ripartenza va in testacoda crollando in decima posizione. Al giro 25 si trova ancora in testa Piastri, che tuttavia ha un distacco inferiore ai dieci secondi dal compagno di squadra Norris. Li seguono Lance Stroll, grazie ad una strategia impeccabile di montare la mescola morbida ad inizio gara e Nico Hülkenberg che ha approfitatto del caos delle Safety Car per risalire dalla diciannovesima posizione. Intanto inizia la rimonta di Hamilton che in pochi giri passa Russell, Gasly e Stroll e si lancia all'inseguimento del tedesco della Sauber che si trova incredibilmente in zona podio. Al trentottesimo giro i piloti iniziano a montare le gomme da asciutto: il primo a farlo è Fernando Alonso, seguito da Russell, che tuttavia va in testacoda, e da tutti gli altri piloti. Questo consente a Norris di prendersi la leadership della gara a discapito del compagno Oscar Piastri. Al giro 42 c'è un contatto tra le due Haas, che si girano entrambe e provocano l'ennesima bandiera gialla. Intanto Hulkenberg mantiene la sua terza posizione grazie anche a diverse uscite di pista di Lewis Hamilton. Nel finale Verstappen supera Stroll per la quinta posizione.
Vince Lando Norris, al quarto successo stagionale, il primo sul circuito di casa. Completano il podio Oscar Piastri e Nico Hulkenberg, che ottiene il primo podio in carriera dopo 239 gare in Formula 1. Inoltre per la Sauber è il primo podio dal Gran Premio del Giappone 2012. Completano la top 10 Hamilton, Verstappen, Stroll, Gasly, Alonso, Albon e Russell.

## Risultati

### Risultato dei Gran Premi
| Nº | Gran Premio                      | Circuito          | Pole position   | Giro veloce           | Pilota vincitore | Scuderia vincitrice        | Resoconto |
| -- | -------------------------------- | ----------------- | --------------- | --------------------- | ---------------- | -------------------------- | --------- |
| 1  | Gran Premio d'Australia          | Melbourne         | Lando Norris    | Lando Norris          | Lando Norris     | McLaren-Mercedes           | Resoconto |
| 2  | Gran Premio di Cina              | Shanghai          | Oscar Piastri   | Lando Norris          | Oscar Piastri    | McLaren-Mercedes           | Resoconto |
| 3  | Gran Premio del Giappone         | Suzuka            | Max Verstappen  | Andrea Kimi Antonelli | Max Verstappen   | Red Bull Racing-Honda RBPT | Resoconto |
| 4  | Gran Premio del Bahrein          | Sakhir            | Oscar Piastri   | Oscar Piastri         | Oscar Piastri    | McLaren-Mercedes           | Resoconto |
| 5  | Gran Premio d'Arabia Saudita     | Gedda             | Max Verstappen  | Lando Norris          | Oscar Piastri    | McLaren-Mercedes           | Resoconto |
| 6  | Gran Premio di Miami             | Miami             | Max Verstappen  | Lando Norris          | Oscar Piastri    | McLaren-Mercedes           | Resoconto |
| 7  | Gran Premio dell'Emilia-Romagna  | Imola             | Oscar Piastri   | Max Verstappen        | Max Verstappen   | Red Bull Racing-Honda RBPT | Resoconto |
| 8  | Gran Premio di Monaco            | Monaco            | Lando Norris    | Lando Norris          | Lando Norris     | McLaren-Mercedes           | Resoconto |
| 9  | Gran Premio di Spagna            | Montmeló          | Oscar Piastri   | Oscar Piastri         | Oscar Piastri    | McLaren-Mercedes           | Resoconto |
| 10 | Gran Premio del Canada           | Montréal          | George Russell  | George Russell        | George Russell   | Mercedes                   | Resoconto |
| 11 | Gran Premio d'Austria            | Spielberg         | Lando Norris    | Oscar Piastri         | Lando Norris     | McLaren-Mercedes           | Resoconto |
| 12 | Gran Premio di Gran Bretagna     | Silverstone       | Max Verstappen  | Oscar Piastri         | Lando Norris     | McLaren-Mercedes           | Resoconto |
| 13 | Gran Premio del Belgio           | Spa-Francorchamps | Lando Norris    | Andrea Kimi Antonelli | Oscar Piastri    | McLaren-Mercedes           | Resoconto |
| 14 | Gran Premio d'Ungheria           | Mogyoród          | Charles Leclerc | George Russell        | Lando Norris     | McLaren-Mercedes           | Resoconto |
| 15 | Gran Premio d'Olanda             | Zandvoort         |                 |                       |                  |                            |           |
| 16 | Gran Premio d'Italia             | Monza             |                 |                       |                  |                            |           |
| 17 | Gran Premio d'Azerbaigian        | Baku              |                 |                       |                  |                            |           |
| 18 | Gran Premio di Singapore         | Singapore         |                 |                       |                  |                            |           |
| 19 | Gran Premio degli Stati Uniti    | Austin            |                 |                       |                  |                            |           |
| 20 | Gran Premio di Città del Messico | Città del Messico |                 |                       |                  |                            |           |
| 21 | Gran Premio di San Paolo         | Interlagos        |                 |                       |                  |                            |           |
| 22 | Gran Premio di Las Vegas         | Las Vegas         |                 |                       |                  |                            |           |
| 23 | Gran Premio del Qatar            | Lusail            |                 |                       |                  |                            |           |
| 24 | Gran Premio di Abu Dhabi         | Yas Marina        |                 |                       |                  |                            |           |

### Risultato delle qualifiche
| Nº | Pilota                |    |    |      |     |    |    |      |       |    |       |    |       |    |    |  |  |  |  |  |  |  |  |  |  |
| -- | --------------------- | -- | -- | ---- | --- | -- | -- | ---- | ----- | -- | ----- | -- | ----- | -- | -- |  |  |  |  |  |  |  |  |  |  |
| 1  | Max Verstappen        | 3  | 4  | 1    | 7   | 1  | 1  | 2    | 4     | 3  | 2     | 7  | 1     | 4  | 8  |  |  |  |  |  |  |  |  |  |  |
| 4  | Lando Norris          | 1  | 3  | 2    | 6   | 10 | 2  | 4    | 1     | 2  | 7     | 1  | 3     | 1  | 3  |  |  |  |  |  |  |  |  |  |  |
| 5  | Gabriel Bortoleto     | 15 | 19 | 17   | 18  | 20 | 13 | 14   | 16    | 12 | 15    | 8  | 16    | 10 | 7  |  |  |  |  |  |  |  |  |  |  |
| 6  | Isack Hadjar          | 11 | 7  | 7    | 12  | 14 | 11 | 9    | 5     | 9  | 12+3  | 13 | 12    | 8  | 10 |  |  |  |  |  |  |  |  |  |  |
| 7  | Jack Doohan           | 14 | 18 | 19   | 11  | 17 | 14 |      |       |    |       |    |       |    |    |  |  |  |  |  |  |  |  |  |  |
| 10 | Pierre Gasly          | 9  | 16 | 11   | 4   | 9  | P  | 10   | 17    | 8  | P     | 10 | 8     | 13 | 16 |  |  |  |  |  |  |  |  |  |  |
| 12 | Andrea Kimi Antonelli | 16 | 8  | 6    | 5+1 | 5  | 3  | 13   | 15    | 6  | 4     | 9  | 10+3  | P  | 15 |  |  |  |  |  |  |  |  |  |  |
| 14 | Fernando Alonso       | 12 | 13 | 12   | 13  | 13 | 17 | 5    | 6     | 10 | 6     | 11 | 7     | P  | 5  |  |  |  |  |  |  |  |  |  |  |
| 16 | Charles Leclerc       | 7  | 6  | 4    | 2   | 4  | 8  | 11   | 2     | 7  | 8     | 2  | 6     | 3  | 1  |  |  |  |  |  |  |  |  |  |  |
| 18 | Lance Stroll          | 13 | 14 | 20   | 19  | 16 | 18 | 8    | 19+4  | –  | 17    | 16 | 17    | 16 | 6  |  |  |  |  |  |  |  |  |  |  |
| 22 | Yūki Tsunoda          | 5  | 9  | 14   | 10  | 8  | 10 | P    | 12    | P  | 18+10 | 18 | 11    | 7  | P  |  |  |  |  |  |  |  |  |  |  |
| 23 | Alexander Albon       | 6  | 10 | 9    | 16  | 11 | 7  | 7    | 10    | 11 | 9     | 12 | 13    | 5  | 19 |  |  |  |  |  |  |  |  |  |  |
| 27 | Nico Hülkenberg       | 17 | 12 | 16   | 14  | 18 | 16 | 17   | 13    | 15 | 11    | 20 | 19    | 14 | 18 |  |  |  |  |  |  |  |  |  |  |
| 30 | Liam Lawson           | P  | P  | 13   | 17  | 12 | 15 | 15   | 9     | 13 | P     | 6  | 15    | 9  | 9  |  |  |  |  |  |  |  |  |  |  |
| 31 | Esteban Ocon          | 19 | 11 | 18   | 15  | 19 | 9  | 18   | 8     | 16 | 14    | 17 | 14    | 11 | 17 |  |  |  |  |  |  |  |  |  |  |
| 43 | Franco Colapinto      |    |    |      |     |    |    | 16+1 | 18    | 18 | 10    | 14 | P     | 15 | 14 |  |  |  |  |  |  |  |  |  |  |
| 44 | Lewis Hamilton        | 8  | 5  | 8    | 9   | 7  | 12 | 12   | 7+3   | 5  | 5     | 4  | 5     | P  | 12 |  |  |  |  |  |  |  |  |  |  |
| 55 | Carlos Sainz Jr.      | 10 | 15 | 15+3 | 8   | 6  | 6  | 6    | 11    | 17 | 16    | 19 | 9     | P  | 13 |  |  |  |  |  |  |  |  |  |  |
| 63 | George Russell        | 4  | 2  | 5    | 3+1 | 3  | 5  | 3    | 14    | 4  | 1     | 5  | 4     | 6  | 4  |  |  |  |  |  |  |  |  |  |  |
| 81 | Oscar Piastri         | 2  | 1  | 3    | 1   | 2  | 4  | 1    | 3     | 1  | 3     | 3  | 2     | 2  | 2  |  |  |  |  |  |  |  |  |  |  |
| 87 | Oliver Bearman        | P  | 17 | 10   | 20  | 15 | 19 | 19   | 20+10 | 14 | 13    | 15 | 18+10 | 12 | 11 |  |  |  |  |  |  |  |  |  |  |
| Nº | Pilota                |    |    |      |     |    |    |      |       |    |       |    |       |    |    |  |  |  |  |  |  |  |  |  |  |

| Legenda | + – Precede il numero di posizioni di penalità sulla griglia di partenza. § – Indica quei piloti che per penalità sono stati retrocessi in fondo alla griglia di partenza. P – Indica quei piloti che hanno preso il via dalla pit lane. |

## Classifiche

### Sistema di punteggio
| Posizione | Posizione | 1ª | 2ª | 3ª | 4ª | 5ª | 6ª | 7ª | 8ª | 9ª | 10ª |  |  |  |  |
| Gara      | Punti     | 25 | 18 | 15 | 12 | 10 | 8  | 6  | 4  | 2  | 1   |  |  |  |  |
| Sprint    | Punti     | 8  | 7  | 6  | 5  | 4  | 3  | 2  | 1  |    |     |  |  |  |  |

### Classifica piloti
| Pos. | Pilota                |     |     |    |     |     |     |     |     |     |     |     |     |     |     |  |  |  |  |  |  |  |  |  |  | Punti |
| ---- | --------------------- | --- | --- | -- | --- | --- | --- | --- | --- | --- | --- | --- | --- | --- | --- |  |  |  |  |  |  |  |  |  |  | ----- |
| 1    | Oscar Piastri         | 9   | 12  | 3  | 1   | 1   | 12  | 3   | 3   | 1   | 4   | 2   | 2   | 12  | 2   |  |  |  |  |  |  |  |  |  |  | 284   |
| 2    | Lando Norris          | 1   | 28  | 2  | 3   | 4   | 21  | 2   | 1   | 2   | 18* | 1   | 1   | 23  | 1   |  |  |  |  |  |  |  |  |  |  | 275   |
| 3    | Max Verstappen        | 2   | 43  | 1  | 6   | 2   | 4   | 1   | 4   | 10  | 2   | Rit | 5   | 41  | 9   |  |  |  |  |  |  |  |  |  |  | 187   |
| 4    | George Russell        | 3   | 34  | 5  | 2   | 5   | 34  | 7   | 11  | 4   | 1   | 5   | 10  | 5   | 3   |  |  |  |  |  |  |  |  |  |  | 172   |
| 5    | Charles Leclerc       | 8   | SQ5 | 4  | 4   | 3   | 7   | 6   | 2   | 3   | 5   | 3   | 14  | 34  | 4   |  |  |  |  |  |  |  |  |  |  | 151   |
| 6    | Lewis Hamilton        | 10  | SQ1 | 7  | 5   | 7   | 83  | 4   | 5   | 6   | 6   | 4   | 4   | 7   | 12  |  |  |  |  |  |  |  |  |  |  | 109   |
| 7    | Andrea Kimi Antonelli | 4   | 67  | 6  | 11  | 6   | 67  | Rit | 18  | Rit | 3   | Rit | Rit | 16  | 10  |  |  |  |  |  |  |  |  |  |  | 64    |
| 8    | Alexander Albon       | 5   | 7   | 9  | 12  | 9   | 5   | 5   | 9   | Rit | Rit | Rit | 8   | 6   | 15  |  |  |  |  |  |  |  |  |  |  | 54    |
| 9    | Nico Hülkenberg       | 7   | 15  | 16 | SQ  | 15  | 14  | 12  | 16  | 5   | 8   | 9   | 3   | 12  | 13  |  |  |  |  |  |  |  |  |  |  | 37    |
| 10   | Esteban Ocon          | 13  | 5   | 18 | 8   | 14  | 12  | Rit | 7   | 16  | 9   | 10  | 13  | 155 | 16  |  |  |  |  |  |  |  |  |  |  | 27    |
| 11   | Fernando Alonso       | Rit | Rit | 11 | 15  | 11  | 15  | 11  | Rit | 9   | 7   | 7   | 9   | 17  | 5   |  |  |  |  |  |  |  |  |  |  | 26    |
| 12   | Lance Stroll          | 6   | 9   | 20 | 17  | 16  | 165 | 15  | 15  | NP  | 17  | 14  | 7   | 14  | 7   |  |  |  |  |  |  |  |  |  |  | 26    |
| 13   | Isack Hadjar          | NP  | 11  | 8  | 13  | 10  | 11  | 9   | 6   | 7   | 16  | 12  | Rit | 208 | 11  |  |  |  |  |  |  |  |  |  |  | 22    |
| 14   | Pierre Gasly          | 11  | SQ  | 13 | 7   | Rit | 138 | 13  | Rit | 8   | 15  | 13  | 6   | 10  | 19  |  |  |  |  |  |  |  |  |  |  | 20    |
| 15   | Liam Lawson           | Rit | 12  | 17 | 16  | 12  | Rit | 14  | 8   | 11  | Rit | 6   | Rit | 8   | 8   |  |  |  |  |  |  |  |  |  |  | 20    |
| 16   | Carlos Sainz Jr.      | Rit | 10  | 14 | Rit | 8   | 9   | 8   | 10  | 14  | 10  | NP  | 12  | 186 | 14  |  |  |  |  |  |  |  |  |  |  | 16    |
| 17   | Gabriel Bortoleto     | Rit | 14  | 19 | 18  | 18  | Rit | 18  | 14  | 12  | 14  | 8   | Rit | 9   | 6   |  |  |  |  |  |  |  |  |  |  | 14    |
| 18   | Yūki Tsunoda          | 12  | 166 | 12 | 9   | Rit | 106 | 10  | 17  | 13  | 12  | 16  | 15  | 13  | 17  |  |  |  |  |  |  |  |  |  |  | 10    |
| 19   | Oliver Bearman        | 14  | 8   | 10 | 10  | 13  | Rit | 17  | 12  | 17  | 11  | 11  | 11  | 117 | Rit |  |  |  |  |  |  |  |  |  |  | 8     |
| 20   | Franco Colapinto      |     |     |    |     |     |     | 16  | 13  | 15  | 13  | 15  | NP  | 19  | 18  |  |  |  |  |  |  |  |  |  |  | 0     |
| 21   | Jack Doohan           | Rit | 13  | 15 | 14  | 17  | Rit |     |     |     |     |     |     |     |     |  |  |  |  |  |  |  |  |  |  | 0     |
| Pos. | Pilota                |     |     |    |     |     |     |     |     |     |     |     |     |     |     |  |  |  |  |  |  |  |  |  |  | Punti |

| Legenda | 1º posto     | 2º posto | 3º posto    | A punti         | Senza punti/Non class.  | Grassetto – Pole position Corsivo – Giro più veloce Apice – Risultato Sprint (A punti) |
| Legenda | Squalificato | Ritirato | Non partito | Non qualificato | Solo prove/Terzo pilota | Grassetto – Pole position Corsivo – Giro più veloce Apice – Risultato Sprint (A punti) |

* – Indica i piloti ritirati ma ugualmente classificati avendo percorso, come previsto dal regolamento, almeno il 90% della distanza di gara.

### Classifica costruttori
| Pos. | Costruttore                  | Pilota     |     |     |    |     |     |     |     |     |     |     |     |     |     |     |  |  |  |  |  |  |  |  |  |  | Punti |
| ---- | ---------------------------- | ---------- | --- | --- | -- | --- | --- | --- | --- | --- | --- | --- | --- | --- | --- | --- |  |  |  |  |  |  |  |  |  |  | ----- |
| 1    | McLaren-Mercedes             | Piastri    | 9   | 12  | 3  | 1   | 1   | 12  | 3   | 3   | 1   | 4   | 2   | 2   | 12  | 2   |  |  |  |  |  |  |  |  |  |  | 559   |
| 1    | McLaren-Mercedes             | Norris     | 1   | 28  | 2  | 3   | 4   | 21  | 2   | 1   | 2   | 18* | 1   | 1   | 23  | 1   |  |  |  |  |  |  |  |  |  |  | 559   |
| 2    | Ferrari                      | Leclerc    | 8   | SQ5 | 4  | 4   | 3   | 7   | 6   | 2   | 3   | 5   | 3   | 14  | 34  | 4   |  |  |  |  |  |  |  |  |  |  | 260   |
| 2    | Ferrari                      | Hamilton   | 10  | SQ1 | 7  | 5   | 7   | 83  | 4   | 5   | 6   | 6   | 4   | 4   | 7   | 12  |  |  |  |  |  |  |  |  |  |  | 260   |
| 3    | Mercedes                     | Russell    | 3   | 34  | 5  | 2   | 5   | 34  | 7   | 11  | 4   | 1   | 5   | 10  | 5   | 3   |  |  |  |  |  |  |  |  |  |  | 236   |
| 3    | Mercedes                     | Antonelli  | 4   | 67  | 6  | 11  | 6   | 67  | Rit | 18  | Rit | 3   | Rit | Rit | 16  | 10  |  |  |  |  |  |  |  |  |  |  | 236   |
| 4    | Red Bull Racing-Honda RBPT   | Verstappen | 2   | 43  | 1  | 6   | 2   | 4   | 1   | 4   | 10  | 2   | Rit | 5   | 41  | 9   |  |  |  |  |  |  |  |  |  |  | 194   |
| 4    | Red Bull Racing-Honda RBPT   | Lawson     | Rit | 12  |    |     |     |     |     |     |     |     |     |     |     |     |  |  |  |  |  |  |  |  |  |  | 194   |
| 4    | Red Bull Racing-Honda RBPT   | Tsunoda    |     |     | 12 | 9   | Rit | 106 | 10  | 17  | 13  | 12  | 16  | 15  | 13  | 17  |  |  |  |  |  |  |  |  |  |  | 194   |
| 5    | Williams-Mercedes            | Albon      | 5   | 7   | 9  | 12  | 9   | 5   | 5   | 9   | Rit | Rit | Rit | 8   | 6   | 15  |  |  |  |  |  |  |  |  |  |  | 70    |
| 5    | Williams-Mercedes            | Sainz Jr.  | Rit | 10  | 14 | Rit | 8   | 9   | 8   | 10  | 14  | 10  | NP  | 12  | 186 | 14  |  |  |  |  |  |  |  |  |  |  | 70    |
| 6    | Aston Martin Aramco-Mercedes | Stroll     | 6   | 9   | 20 | 17  | 16  | 165 | 15  | 15  | NP  | 17  | 14  | 7   | 14  | 7   |  |  |  |  |  |  |  |  |  |  | 52    |
| 6    | Aston Martin Aramco-Mercedes | Alonso     | Rit | Rit | 11 | 15  | 11  | 15  | 11  | Rit | 9   | 7   | 7   | 9   | 17  | 5   |  |  |  |  |  |  |  |  |  |  | 52    |
| 7    | Kick Sauber-Ferrari          | Hülkenberg | 7   | 15  | 16 | SQ  | 15  | 14  | 12  | 16  | 5   | 8   | 9   | 3   | 12  | 13  |  |  |  |  |  |  |  |  |  |  | 51    |
| 7    | Kick Sauber-Ferrari          | Bortoleto  | Rit | 14  | 19 | 18  | 18  | Rit | 18  | 14  | 12  | 14  | 8   | Rit | 9   | 6   |  |  |  |  |  |  |  |  |  |  | 51    |
| 8    | Racing Bulls-Honda RBPT      | Hadjar     | NP  | 11  | 8  | 13  | 10  | 11  | 9   | 6   | 7   | 16  | 12  | Rit | 208 | 11  |  |  |  |  |  |  |  |  |  |  | 45    |
| 8    | Racing Bulls-Honda RBPT      | Tsunoda    | 12  | 166 |    |     |     |     |     |     |     |     |     |     |     |     |  |  |  |  |  |  |  |  |  |  | 45    |
| 8    | Racing Bulls-Honda RBPT      | Lawson     |     |     | 17 | 16  | 12  | Rit | 14  | 8   | 11  | Rit | 6   | Rit | 8   | 8   |  |  |  |  |  |  |  |  |  |  | 45    |
| 9    | Haas-Ferrari                 | Ocon       | 13  | 5   | 18 | 8   | 14  | 12  | Rit | 7   | 16  | 9   | 10  | 13  | 155 | 16  |  |  |  |  |  |  |  |  |  |  | 35    |
| 9    | Haas-Ferrari                 | Bearman    | 14  | 8   | 10 | 10  | 13  | Rit | 17  | 12  | 17  | 11  | 11  | 11  | 117 | Rit |  |  |  |  |  |  |  |  |  |  | 35    |
| 10   | Alpine-Renault               | Gasly      | 11  | SQ  | 13 | 7   | Rit | 138 | 13  | Rit | 8   | 15  | 13  | 6   | 10  | 19  |  |  |  |  |  |  |  |  |  |  | 20    |
| 10   | Alpine-Renault               | Doohan     | Rit | 13  | 15 | 14  | 17  | Rit |     |     |     |     |     |     |     |     |  |  |  |  |  |  |  |  |  |  | 20    |
| 10   | Alpine-Renault               | Colapinto  |     |     |    |     |     |     | 16  | 13  | 15  | 13  | 15  | NP  | 19  | 18  |  |  |  |  |  |  |  |  |  |  | 20    |
| Pos. | Costruttore                  | Pilota     |     |     |    |     |     |     |     |     |     |     |     |     |     |     |  |  |  |  |  |  |  |  |  |  | Punti |

| Legenda | 1º posto     | 2º posto | 3º posto    | A punti         | Senza punti/Non class.  | Grassetto – Pole position Corsivo – Giro più veloce Apice – Risultato Sprint (A punti) |
| Legenda | Squalificato | Ritirato | Non partito | Non qualificato | Solo prove/Terzo pilota | Grassetto – Pole position Corsivo – Giro più veloce Apice – Risultato Sprint (A punti) |

 * – Indica i piloti ritirati ma ugualmente classificati avendo coperto, come previsto dal regolamento, almeno il 90% della distanza di gara.